# Avió de caça

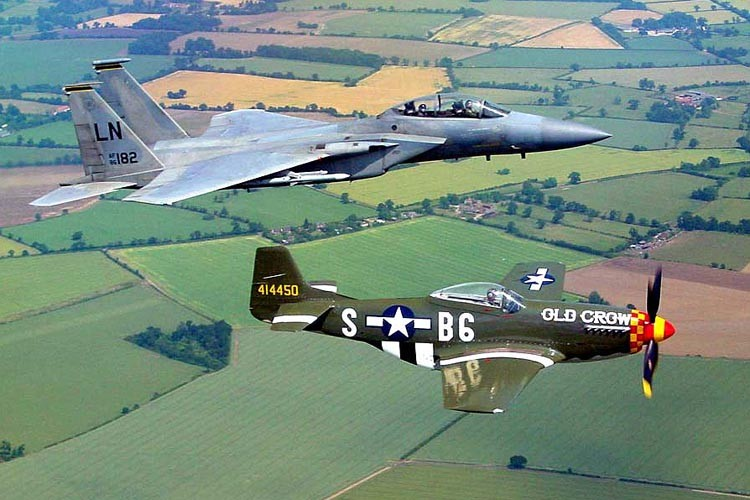
Èpoques diferents: el F-15 Eagle i el P-51 Mustang.

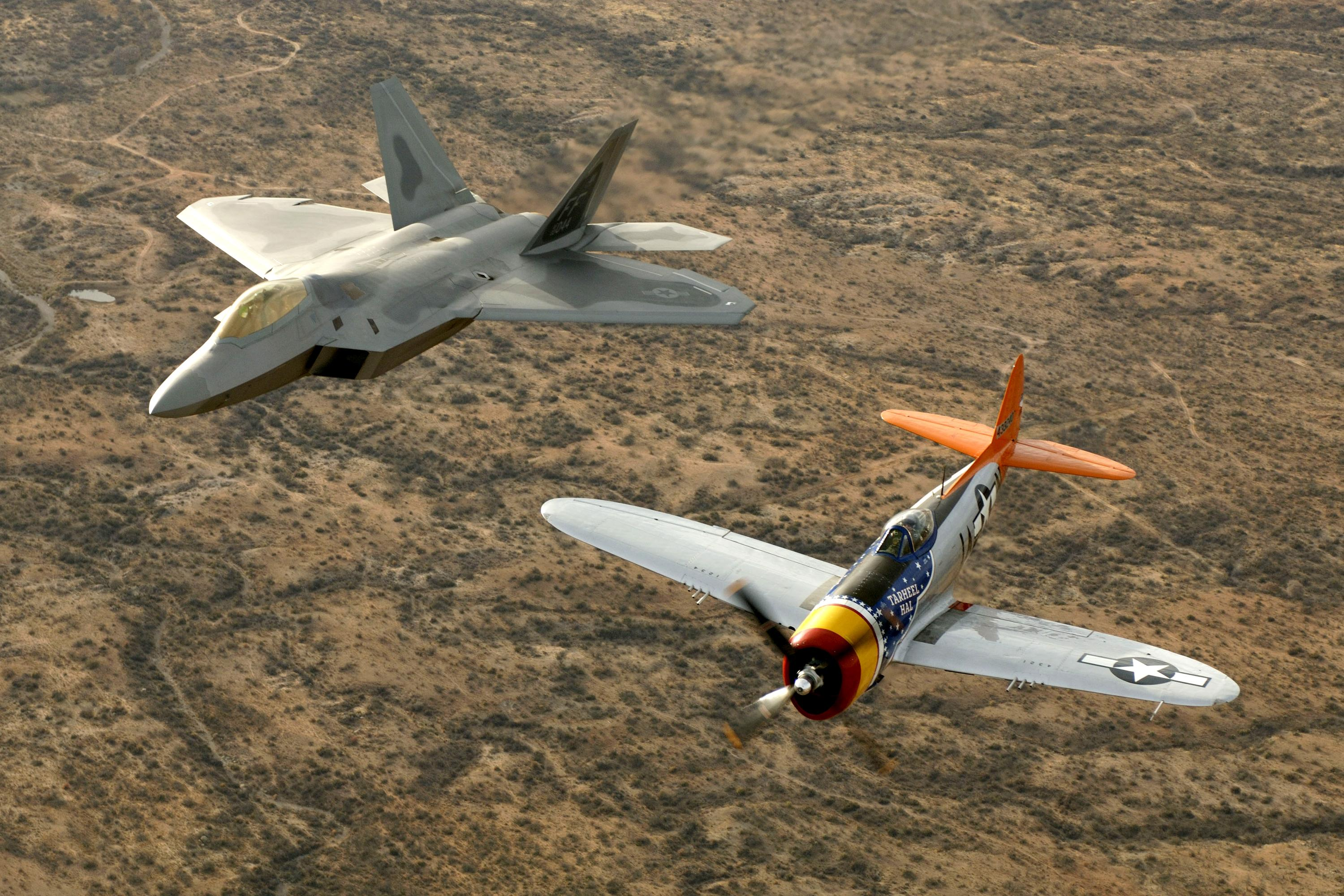
Un modern F-22 Raptor (esquerra) amb un P-47 Thunderbolt de la Segona Guerra Mundial.

Un avió de caça, caça o avió de combat és una aeronau militar dissenyada fonamentalment per al combat aeri contra altres aeronaus. En contraposició els bombarders, que estan dissenyats principalment per atacar objectius terrestres mitjançant el llançament de bombes i altre armament aire-terra. Tot i això molts caces tenen capacitats secundàries d'atac a terra, i alguns són de doble propòsit per actuar com a caça bombarders.
Els caces són el principal mitjà amb el qual les forces armades aconsegueixen la superioritat aèria sobre els seus oponents en batalla. Com a mínim des de la Segona Guerra Mundial, aconseguir i mantenir la superioritat aèria ja és un component clau a l'hora d'aconseguir la victòria en la guerra, particularment en una guerra convencional entre exèrcits regulars (però no en una guerra de guerrilles). D'aquesta manera, l'adquisició, l'entrenament i el manteniment d'una flota de caces representa un part molt substancial dels pressupostos de defensa per les forces armades actuals.
Entre les principals missions complertes pels caces destaquen la patrulla aèria de combat (CAP) i la intercepció d'aeronaus enemigues. A més, quan l'enfrontament entre avions de caça es produeix a curta distància, rep el nom de dogfight o combat tancat.

## Terminologia
El terme 'caça' en català, igual que en portuguès (caça), fa referència a «caçar». En francès (chasseur) significa literalment «caçador». En canvi en anglès (fighter) fa referència a la «lluita» (fight). Encara que en anglès aquest terme no es va fer oficial fins després de la Primera Guerra Mundial, els britànics van anomenar a aquest tipus d'avions «exploradors» (scout) fins a principis dels anys 20 i els nord-americans van denominar als seus caces com avions de «persecució» (pursuit) fins a final dels anys 40 (designats P- des 1916). En la majoria de llenguatges els caces reben noms de significat similar, a excepció del rus, on són anomenats истребитель (pronunciat istrebitel) i que significa exterminador.
Encara que el terme «caça» tècnicament es refereix a un avió dissenyat per abatre a altres avions, dissenys similars també són útils com caça bombarders polivalents i, de vegades, com avions d'atac a terra tàctics de la mida d'un caça lleuger. Per exemple, durant la Segona Guerra Mundial l'Armada dels Estats Units va promoure l'ús de caces com a bombarders en picat, i el caça P-47 Thunderbolt va ser utilitzat per l'atac a terra. Un exemple posterior d'aquest fenomen, durant la Guerra Freda, va ser el disseny del General Dynamics F-111 que seria emprat en gran manera només com caça bombarder, abandonant l'ús inicial com a caça interceptor.
Alguns dels avions de caça més complexos i costosos com ara l'F-14 Tomcat i l'F-15 Eagle començaren la seva carrera com a caces interceptors i de superioritat aèria, per passar anys més tard a desenvolupar les seves capacitats d'atac a terra. Aquest rol polivalent en els avions de combat va portar a nous dissenys com ara l'F/A-18 Hornet, el qual ja porta en la seva denominació les lletres F/A (de l'anglès Fighter -caça- i ground Attack -atac a terra-). Aquests nous dissenys estan reemplaçant els avions especialitzats, ja que ofereixen més flexibilitat d'operació i costos menors. Així doncs, avui en dia cada cop existeixen menys caces purs, en tot cas són avions de combat que permeten l'ús de múltiples armes. Tot i això, en la majoria de forces aèries existeixen esquadrons especialitzats en el combat aire-aire.

## Caces amb motors d'explosió

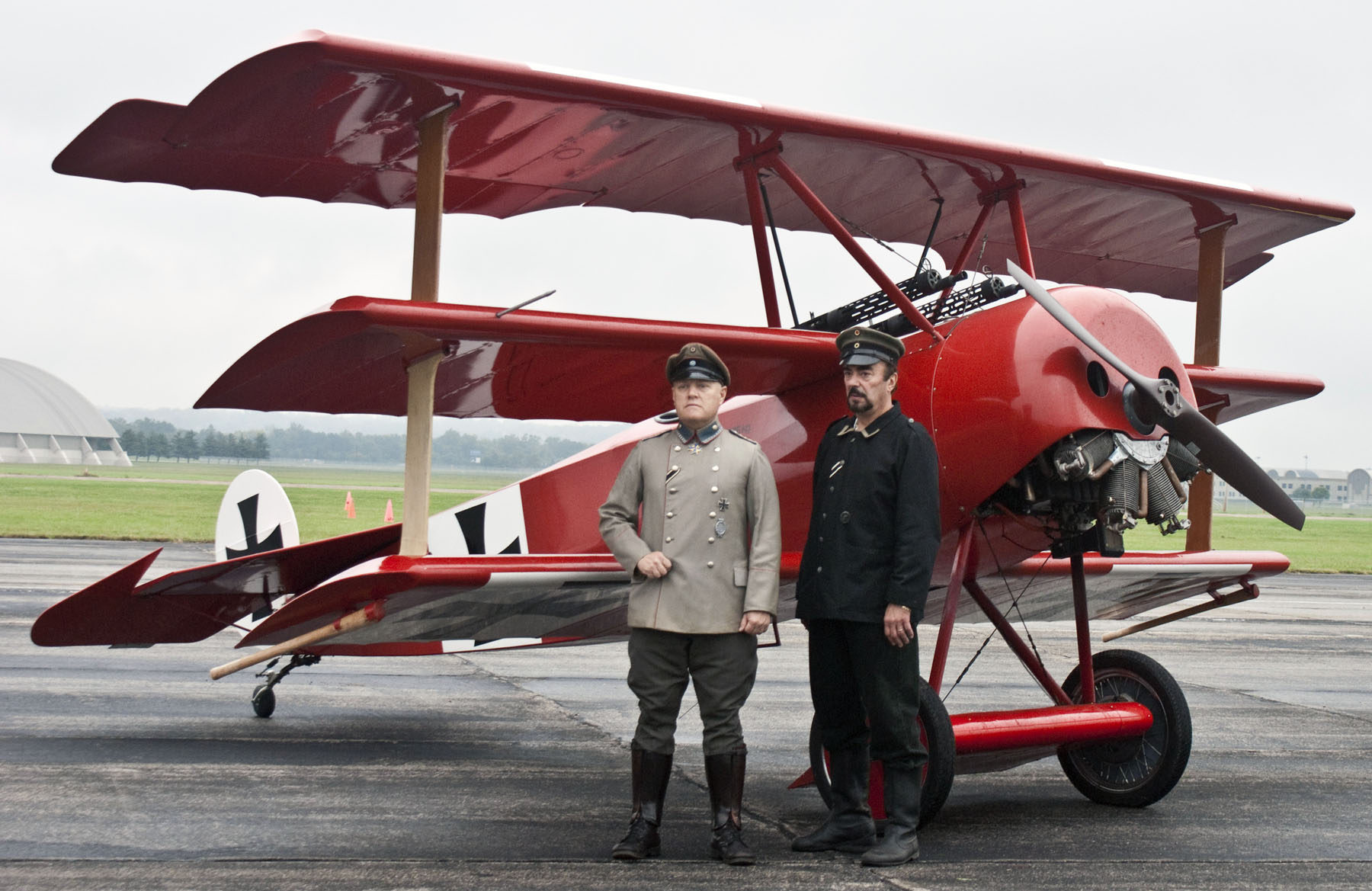
Triplà Fokker Dreidecker I, caça alemany de la Primera Guerra Mundial que va pilotar el mític Manfred von Richthofen, conegut com el «Baró Roig".

### Primera Guerra Mundial
El primer abatiment aeri de la història va ocórrer durant la Primera Guerra Mundial, el 5 d'octubre de 1914, quan els francesos Frantz i Quenaud, des del seu avió de reconeixement Voisin, van abatre un avió alemany amb un fusell metrallador d'infanteria.
No obstant això, podem considerar que la història dels caces comença amb el desenvolupament del monoplà Fokker EI per part d'Alemanya. Aquest avió comptava amb una nova característica: en lloc de necessitar a un segon tripulant que disparés la metralladora, la tenia fixa en la part anterior, estava assistida pel pilot i estava sincronitzada amb les hèlixs, de manera que no les danyés al disparar. Aquest model, i principalment una versió millorada (el Fokker E.III), va donar als alemanys una ràpida superioritat aèria al principi de la guerra, amb prou feines contestada pels Airco DH.2 britànics.
No obstant això, poc després farien la seva aparició els destacats sesquiplans Nieuport 11  Bébé  francesos, que amb la seva gran maniobrabilitat aviat van contenir els Fokker monoplaça alemanys. L'any 1916 la Triple Entesa va dominar el cel dels camps de batalla amb avions com els manejables Nieuport 17 i el SPAD S.VII francesos, mentre que nous desenvolupaments alemanys, com l'Albatros D.II i el menys capaç (tot i que netament superior en grimpada a tots els anteriors) Halberstadt D.II, van començar a contestar a aquest poder.
L'avió que tornaria el control del cel a les Potències Centrals de la Triple Aliança seria l'Albatros D.III, que combinaria amb gran èxit la robustesa de l'Albatros D.II amb la cèl·lula sesquiplana dels Nieuport. Va tenir uns formidables competidors en els britànics Sopwith Pup i SPAD S.XIII, que a poc a poc tornarien a la Triple Entesa la seva superioritat.
Apareixerien en aquell temps els primers triplans. El Sopwith Triplane volaria amb la marina britànica a partir de febrer de 1917. Malgrat la seva curta vida operativa, el triplà impactaria tant als alemanys que es van afanyar a desenvolupar el seu propi model de triplà, el Fokker Dr.I, molt famós per ser la muntura favorita de Manfred von Richthofen, anomenat "El Baró Roig". Aquests aparells van començar a aparèixer en els camps de batalla l'octubre de 1917.
En aquella època, el control aeri ja era de la Triple Entesa. A principis de 1918, els britànics Sopwith Camel, RAF SE5, i posteriorment el Sopwith Snipe, dominaven els cels de França davant uns competents, tot i que numèricament inferiors, Pfalz D.XII i Albatros D.V, tot i enfrontar-se al millor caça de tota la guerra, el Fokker D.VII.

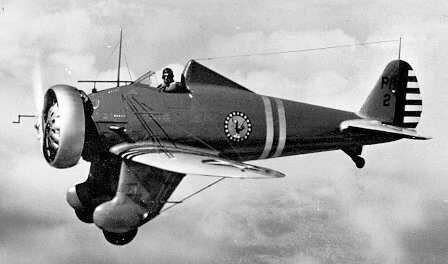
Un caça antic: el Boeing P-26 "Peashooter" el vol inaugural va tenir lloc al 1932.

### Període d'entreguerres (1919-1938)
Després de la derrota d'Alemanya a la Primera Guerra Mundial, les nacions triomfants varen sol·licitar avions Fokker D.VII per al seu estudi aerodinàmic. Van obtenir grans progressos i va ser així com els perfils de les ales van començar a evolucionar.
Van aparèixer tornejos com el trofeu Schneider per a hidroavions, la qual cosa va mantenir el ritme d'avanç de la indústria per aconseguir millors motors i superfícies. Un exemple d'això va ser que el Supermarine sèrie S va aconseguir guanyar la copa tres vegades, i va ser la base per al Supermarine Spitfire. Els fuselatges es van tornar completament metàl·lics i les ales eren prou gruixudes per allotjar estructures com el tren d'aterratge, dipòsits de combustible i metralladores.

### Segona Guerra Mundial

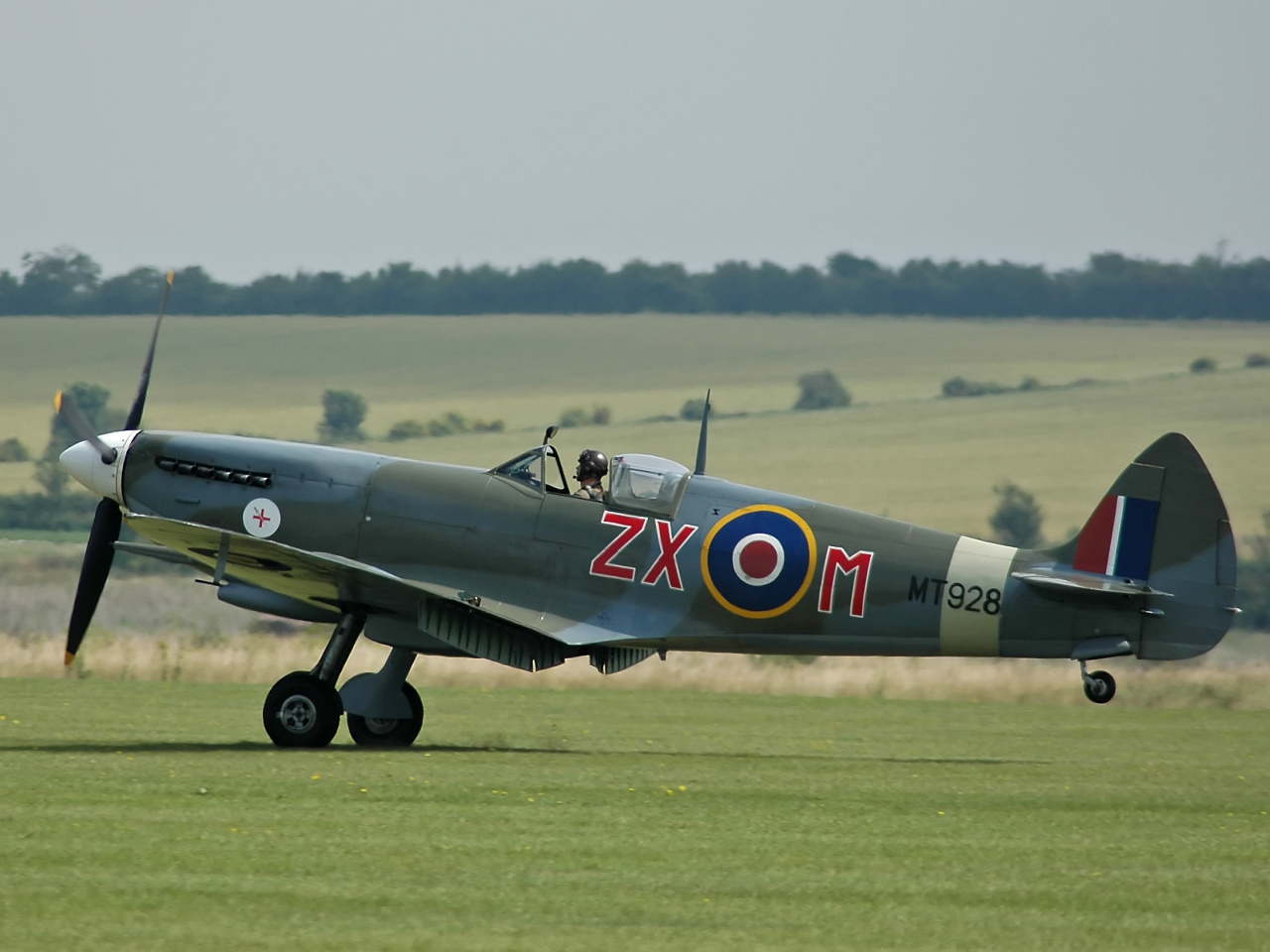
Supermarine Spitfire, caça britànic.

En començar la invasió de Polònia, la Luftwaffe alemanya estava equipada amb els seus nous aparells. Els nous moviments de la Blitzkrieg alemanya necessitaven un abundant suport aeri i, per tant, la superioritat sobre les zones de combat era un objectiu primordial per la Luftwaffe. Els caces alemanys utilitzats per a aquest propòsit van ser uns 200 Messerschmitt Bf 109 i un centenar dels novíssims caces pesants Messerschmitt Bf 110, que van haver d'enfrontar-se a uns 150 antiquats caces polonesos PZL P.11 i PZL P.7.
La guerra va sorprendre a les forces aèries britàniques i franceses en ple procés de rearmament. El principal caça britànic del moment era el Gloster Gladiator, un biplà. Els més moderns Supermarine Spitfire i Hawker Hurricane tot just acabaven de fer la seva aparició quan va començar la guerra.

## Caces amb motors de coet

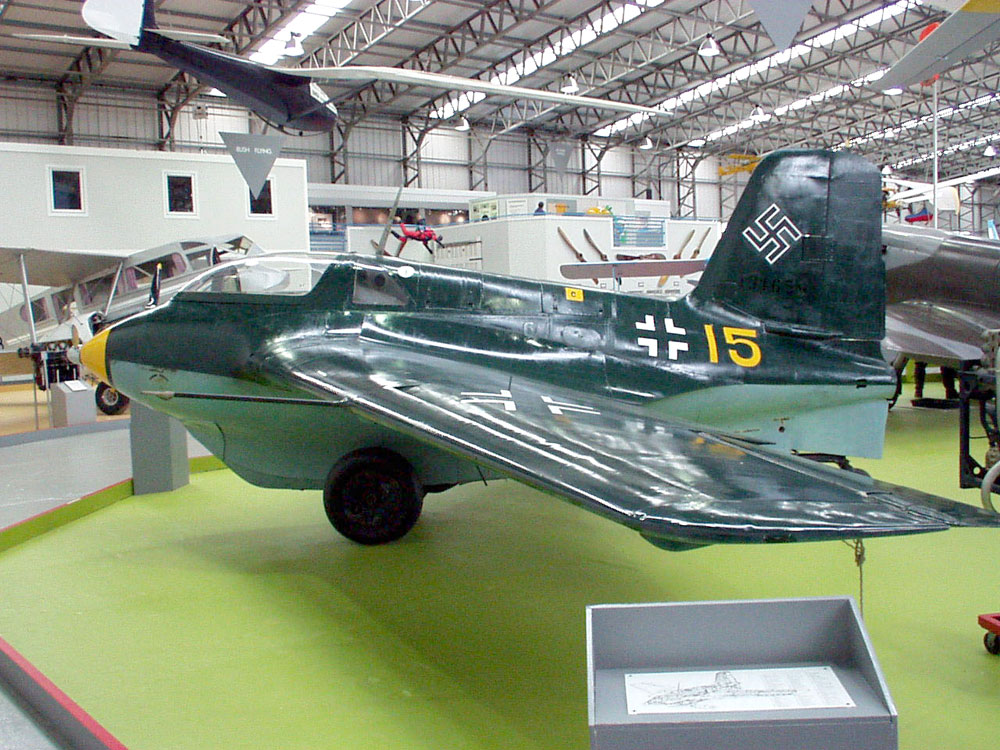
El Messerschmitt Me 163 va ser l'avió més veloç de la Segona Guerra Mundial i l'únic caça propulsat per coet produït en massa.

El primer avió coet va ser l'alemany Lippisch Ens, el qual va realitzar amb èxit un primer vol el març de 1928. L'únic avió coet pur que va arribar a ser produït en massa va ser el Messerschmitt Me 163 a 1944, un dels molts projectes alemanys destinats a desenvolupar un avió coet durant la Segona Guerra Mundial. Algunes versions del Me 262 (els C-1a i C-2b) també van ser equipats amb propulsors de coet, però no van ser produïts en massa amb aquestes modificacions.
La Unió Soviètica va experimentar amb un interceptor propulsat per coet en els anys immediatament següents a la Segona Guerra Mundial, el Mikoian-Gurevitx I-270, però només se'n van arribar a produir dues unitats.
En els anys cinquanta, els britànics desenvoluparen un disseny d'avió d'energia mixta, que feia servir els dos motors de coets i reactors per a cobrir l'escletxa de rendiment que existia en els dissenys de turboreactors existents. El coet era el motor principal de lliurament de la velocitat i l'alçada requerides per a la intercepció d'alta velocitat dels atacants dels bombarders de gran alçada, i el turboreactor va donar major economia de combustible en altres parts de vol, sobretot per garantir que l'aeronau era capaç de fer un aterratge de potència en lloc de córrer el risc d'un impredictible retorn amb un vol sense motor. El Saunders-Roe SR.53 va ser un disseny encertat i estava planificat desenvolupar-ne la producció, quan l'economia va forçar la reducció de la majoria de programes d'avions britànics a la darreria dels anys cinquanta. A més, els ràpids avenços en la tecnologia del motors d'avió havien deixat els avions de dissenys mixtos d'energia, com l'SR.53 Saunders-Roe (i l'SR.177 variant marítima), obsolets. El nord-americà XF-91 Thunderceptor (que va ser el primer caça dels EUA en superar Mach 1 en vol) va conèixer un destí similar per la mateixa raó, i cap coet híbrid o disseny de motor d'avió de caça va ser posat mai en servei. L'única implementació operacional de propulsió mixta va ser l'enlairament assistit per coets (RATO), un sistema rarament usat en els caces.

## Caces amb motors de reacció
El final de la Segona Guerra Mundial va portar una revolució en els avions i va ser el turboreactor, que va eliminar l'hèlix dels avions caça, obrint una nova època d'estudis pel que fa a superfícies de control, sistemes de punteria i armes d'atac.
Durant la dècada dels cinquanta es va estudiar la velocitat, es van millorar els sistemes de control com els elevadors, que presentaven un problema a altes velocitats en caces com l'F-86 Sabre, i va començar l'ús de sistemes de radar per a la punteria. Aquest últim detall va marcar la diferència amb els MiG-15 Fagot que, encara que maniobrables i fortament armats, no comptaven amb sistemes de punteria.
En els seixanta, el caça supersònic va ser prioritari i es massifiquen els míssils guiats per calor i radar. Models com el MiG-21 i l'F-100 Super Sabre, comencen a veure's pels cel.
En algun moment es va pensar que els avions de caça deixarien d'utilitzar el canó i es van arribar a fabricar models de caça desproveïts d'aquesta arma, portant només míssils, però van tenir poc èxit i, encara que sigui de manera testimonial, la major part dels caces actuals en porten.

### Primera generació (mitjans dels 40 - mitjans dels 50)
La primera generació de caces de reacció, comprèn els dissenys inicials de caces de reacció subsònics introduïts des de la fi de la Segona Guerra Mundial i al postguerra. Difereixen lleugerament en aparença dels seus homòlegs amb motor d'explosió, i molts van emprar ales rectes. Els canons van continuar sent el seu armament principal. L'objectiu principal del desenvolupament dels avions amb motors de reacció era aconseguir un alta velocitat màxima. Aquests valors màxims van anar augmentant constantment en models successius des de la Segona Guerra Mundial, acostant-se als límits de vol quasi sònic en el qual l'eficiència dels motors de pistons convencionals era molt menor.

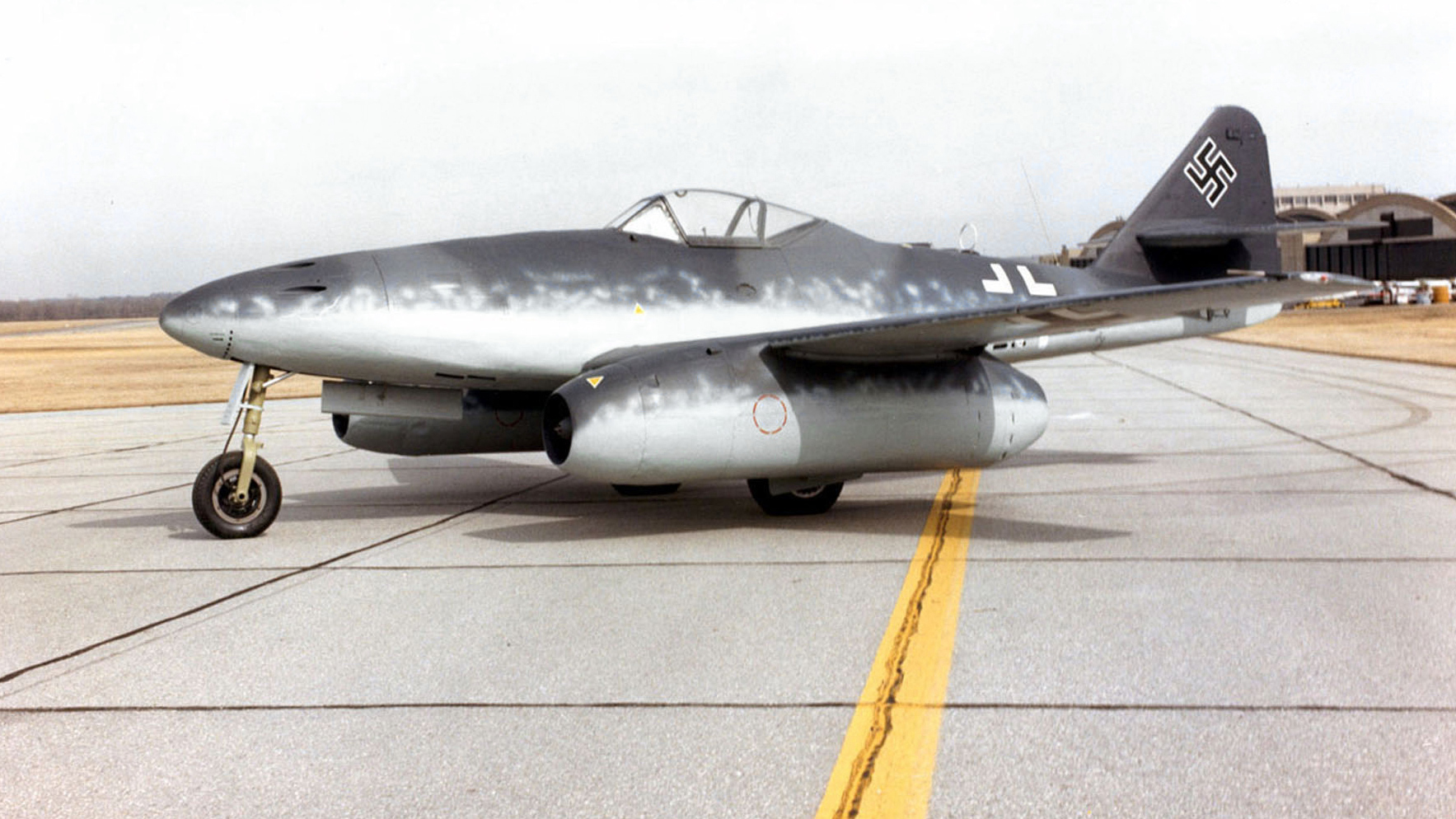
Messerschmitt Me 262A.

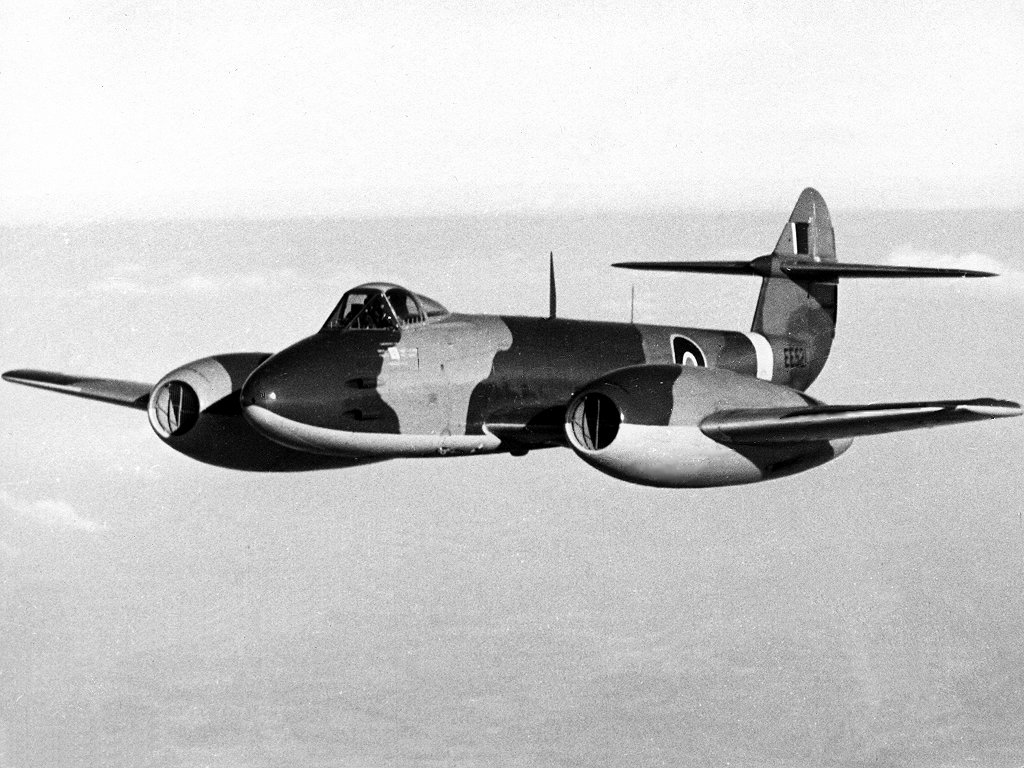
Gloster Meteor de la Royal Air Force.

Els primers reactors es van desenvolupar durant la Segona Guerra Mundial i van entrar en combat en els dos últims anys de la guerra. El fabricant alemany Messerschmitt va desenvolupar el primer caça de reacció operacional, el Me 262. Aquest era considerablement més ràpid que els avions contemporanis propulsats per motors de pistó i, en mans d'un pilot competent, era força difícil de derrotar pels pilots aliats. El disseny mai va ser desplegat en un nombre suficient com per aturar la campanya aèria aliada, i la combinació de diversos factors com l'escassetat de combustible, les pèrdues de pilots i les dificultats tècniques amb els motors, van mantenir un baix nombre de sortides. No obstant, l'Me 262 va fer palesa l'obsolescència dels avions de pistó. Estimulat pels informes sobre els nous caces alemanys, el Gloster Meteor britànic va entrar en producció poc després i els dos van entrar en servei pràcticament al mateix temps el 1944. Els Meteor es van usar normalment per interceptar les bombes voladores V-1, ja que eren més ràpids que els caces amb motor d'explosió disponibles. Cap al final de la guerra ja gairebé s'havia deixat de treballar sobre dissenys de caces de pistó. Durant un breu temps hi va haver uns quants dissenys que van combinar motors de pistó i reactors, com el Ryan FR Fireball, però cap a la fi dels anys 40 virtualment tots els nous avions de combat eren de reacció.

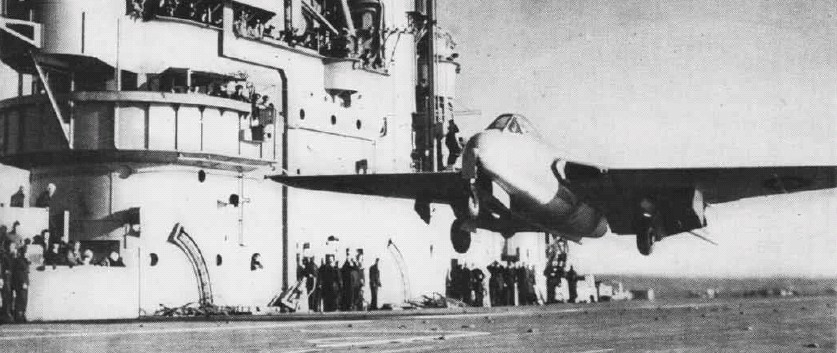
Un de Havilland Vampire Mk.10 sortint des del HMS Ocean (R68) de la Royal Navy el 3 de desembre de 1945, el primer enlairament i aterratge d'un caça de reacció en un portaavions.

Malgrat els seus avantatges, els primers caces de reacció estaven lluny de ser perfectes, particularment en els primers models. La vida útil dels nous avions es podia mesurar fonamentalment en hores. Els motors en si mateixos eren fràgils i voluminosos, i la potència només es podia ajustar a poc a poc. A causa d'això, es van mantenir molts esquadrons de caces propulsats per motors de pistó fins a principis i mitjans dels anys cinquanta, fins i tot en les forces aèries de les principals potències (encara que els models mantinguts eren els millors dissenys de la Segona Guerra Mundial). En aquest període es van introduir diverses innovacions, entre les quals s'inclouen els seients ejectables i els estabilitzadors horitzontals de cua completament mòbils.

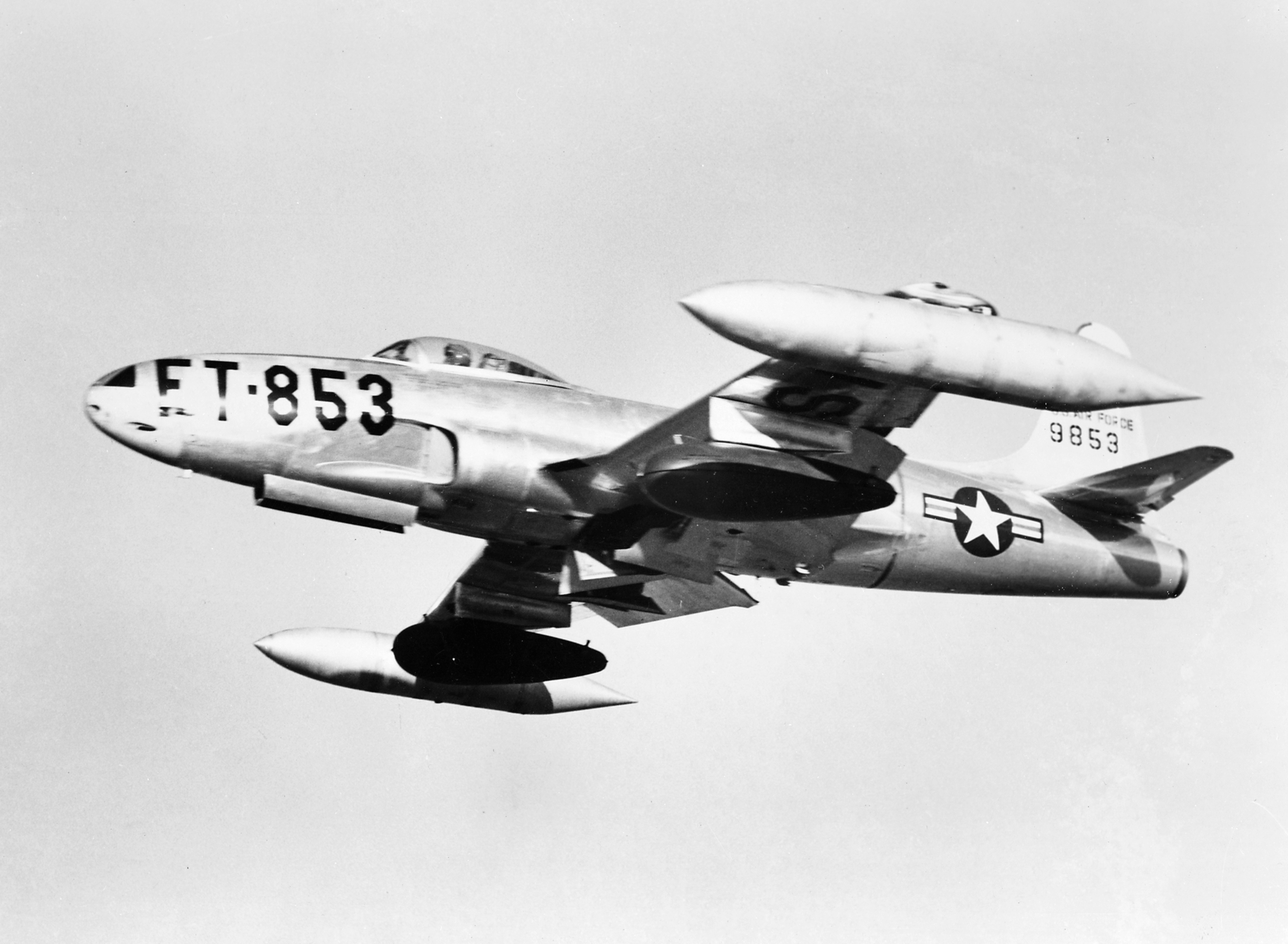
Lockheed P-80 Shooting Star.

Els nord-americans van ser uns dels primers a començar a usar els caces de reacció en la postguerra. El Lockheed P-80 Shooting Star (posteriorment anomenat F-80) d'ales rectes, era menys elegant que l'Me-262 d'ales en fletxa, però tenia una velocitat de creuer (660 km/h) tan alta com la màxima en combat de molts caces de pistó. Els britànics van dissenyar diversos caces nous, incloent l'icònic de Havilland Vampire que es va vendre a les forces aèries de moltes nacions.

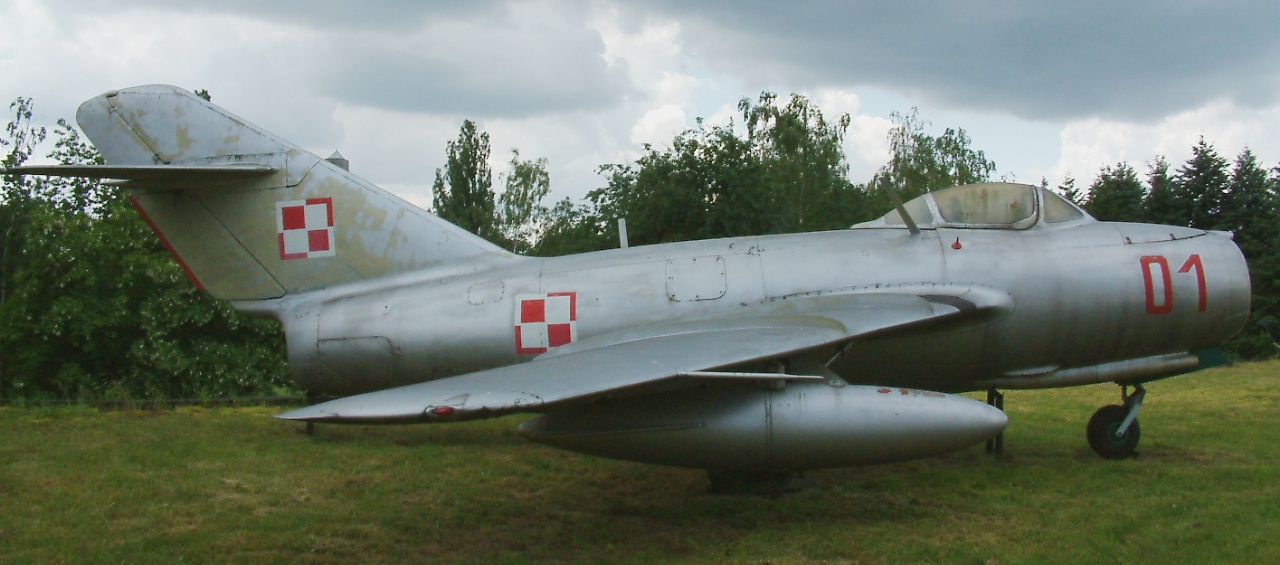
Mikoian-Gurévitx MiG-15.

Irònicament, els britànics van transferir la tecnologia del motor de reacció Rolls-Royce Nene als soviètics, que aviat la van utilitzar en els seus avançats caces Mikoian-Gurévitx MiG-15, sent els primers a introduir les ales en fletxa en combat, una innovació abans proposada pels investigadors alemanys, que va permetre volar molt més a prop de la velocitat del so que els dissenys amb ales rectes com l'F-80. La seva velocitat màxima de 1.075 km/h va deixar impressionats als pilots de caça nord-americans que els van trobar a la Guerra de Corea, juntament amb el seu armament de dos canons de 23 mm i un altre de 37 mm enfront de les metralladores dels caces F-80. De fet, en els primers combats entre reactors de la història, que van passar el novembre de 1950 a la Guerra de Corea, un F-80 va ser interceptat i abatut per dos MiG-15 nord coreans prop del riu Yalu.

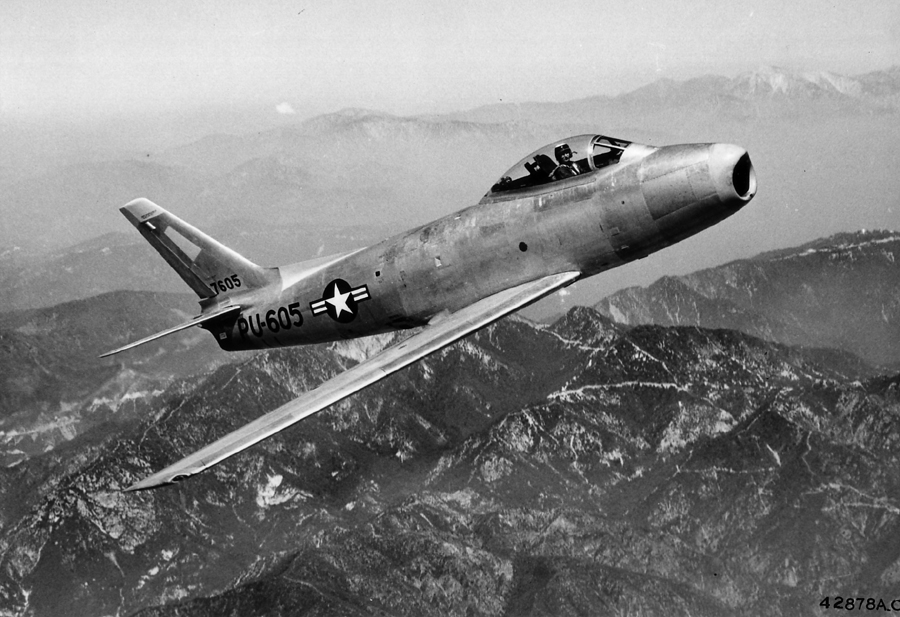
F-86 Sabre.

Els americans van respondre enviant el seu propi caça amb ala en fletxa l'F-86 per a combatre amb els MiG, els quals tenien unes prestacions similars. El dos avions comptaven amb superioritats diferents però la tecnologia superior dels americans (especialment el radar de suport per la punteria), i la major experiència dels pilots va permetre la dominància dels avions de combat americans.
Les marines de guerra amb portaavions també van realitzar la transició als caces de reacció durant aquest període, tot i que aquests nous avions necessitaven llançament amb catapulta per enlairar-se des dels portaavions. El primer caça de reacció de la Marina Reial Britànica va ser el de Havilland Vampire. L'Armada dels Estats Units va adoptar el Grumman F9F Panther com el seu principal caça de reacció en el període de la Guerra de Corea. Aquest va ser un dels primers caces de reacció en emprar un postcremador. El radar es va utilitzar en usos especialitzats, com ara els caces nocturns com l'F3D Skyknight. Les primeres versions dels míssils aire-aire de guia infraroja, com l'AIM-9 Sidewinder, i amb guiatge per radar, com l'AIM-7 Sparrow, es van introduir en caces navals subsònics d'ala en fletxa.
La República Argentina va desenvolupar el primer avió de reacció a Llatinoamèrica, i novè al món, el I.Ae. 27 Pulqui I. Aquesta aeronau va realitzar el seu primer vol el 9 d'agost de 1947 i va ser cancel·lat a 1951 per a donar lloc al projecte I.Ae. 33 Pulqui II que també acabaria sent cancel·lat.

### Segona generació (mitjans dels 50 - principis dels 60)
El desenvolupament de la segona generació de caces es va dur a terme pels avenços tecnològics, les lliçons apreses en les batalles aèries de la Guerra de Corea i un enfocament en conduir les operacions militars cap a un entorn de guerra nuclear. Els avenços tecnològics en aerodinàmica, propulsors i materials de construcció aeroespacial (principalment els aliatges d'alumini), van permetre als dissenyadors experimentar amb innovacions aeronàutiques, com les ales en forma de fletxa, les ales en delta i fuselatges d'acord amb la regla de l'àrea. L'ús generalitzat de motors turboreactor amb postcombustió va fer possible que aquests primers avions produïts de nova generació trenquessin la barrera del so, i que la capacitat de mantenir velocitats supersòniques en vol anivellat passés a ser una habilitat comú entre els caces d'aquesta generació.

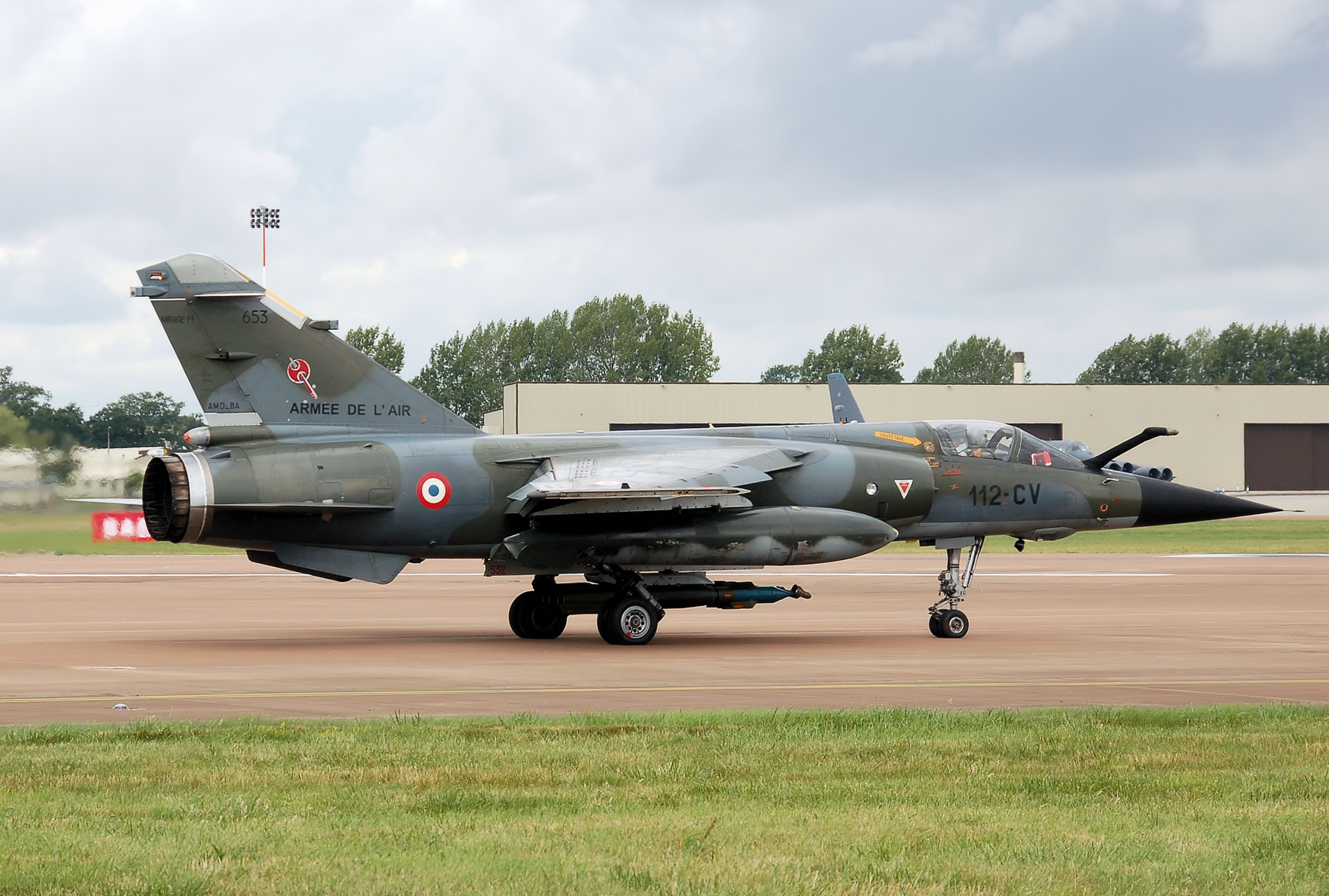
Dassault Mirage III.

Els dissenys de caces d'aquesta època també van aprofitar els avenços en tecnologia electrònica adoptant radars eficients i de mida prou reduïda com per ser duts a bord de petits avions. Els radars de bord van permetre la detecció d'aeronaus enemigues més enllà de l'abast visual. De manera semblant, amb els avenços en el desenvolupament dels míssils es va arribar al míssil aire-aire, per començar a complementar el canó com a principal arma ofensiva per primera vegada en la història dels caces. Durant aquest període, varen esdevenir comuns els míssils guiats per infraroig (IR) amb rastreig passiu, però els primers sensors infrarojos tenien poca sensibilitat i un camp de visió molt reduït (normalment no major de 30°), la qual cosa limitava el seu ús efectiu a enfrontaments propers. Així mateix, es van introduir míssils guiats per radar, però els primers exemplars van demostrar ser poc fiables. Aquests míssils amb rastreig semi-actiu podien buscar i interceptar un avió enemic localitzat pel radar a bord de l'avió que llançava el míssil. Els míssils Aire-Aire guiats per radiofreqüència (RF) de mitjà i llarg abast, prometien inaugurar una nova dimensió de combats més enllà del rang visual, per la qual cosa es va posar un gran esforç en el desenvolupament d'aquesta tecnologia.

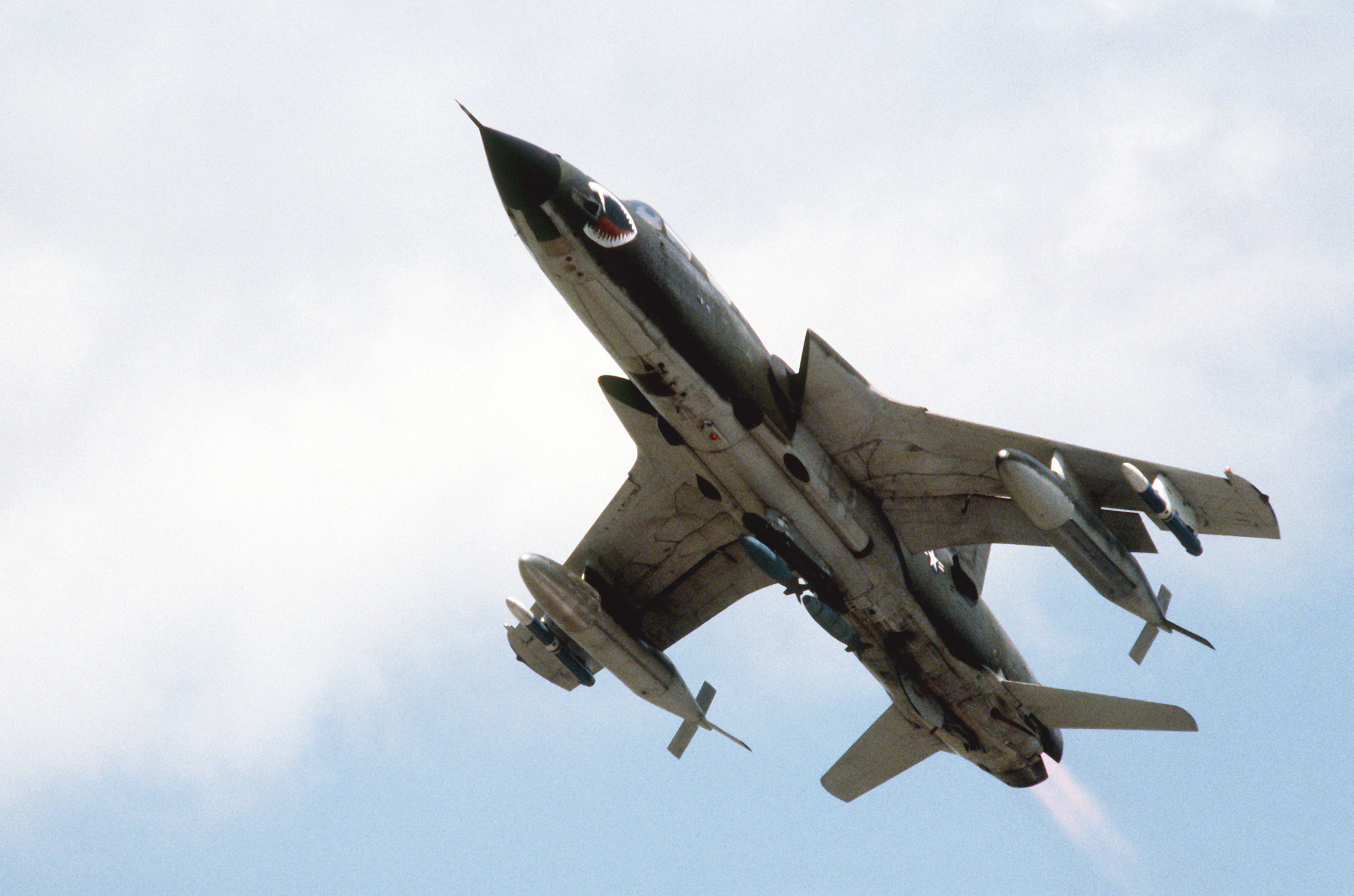
Republic F-105 Thunderchief.

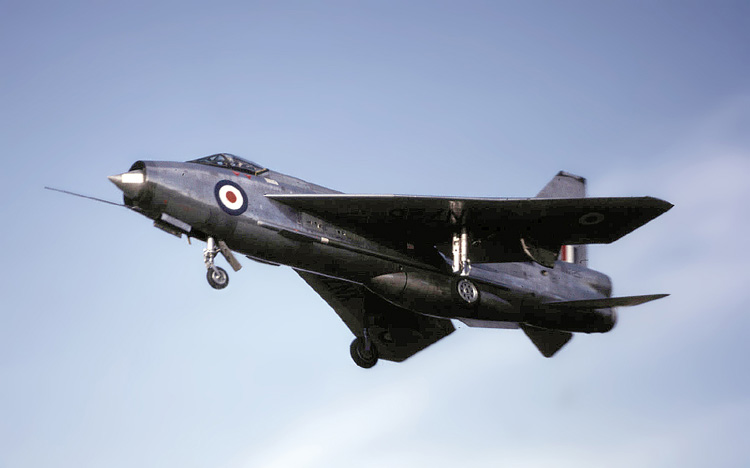
English Electric Lightning.

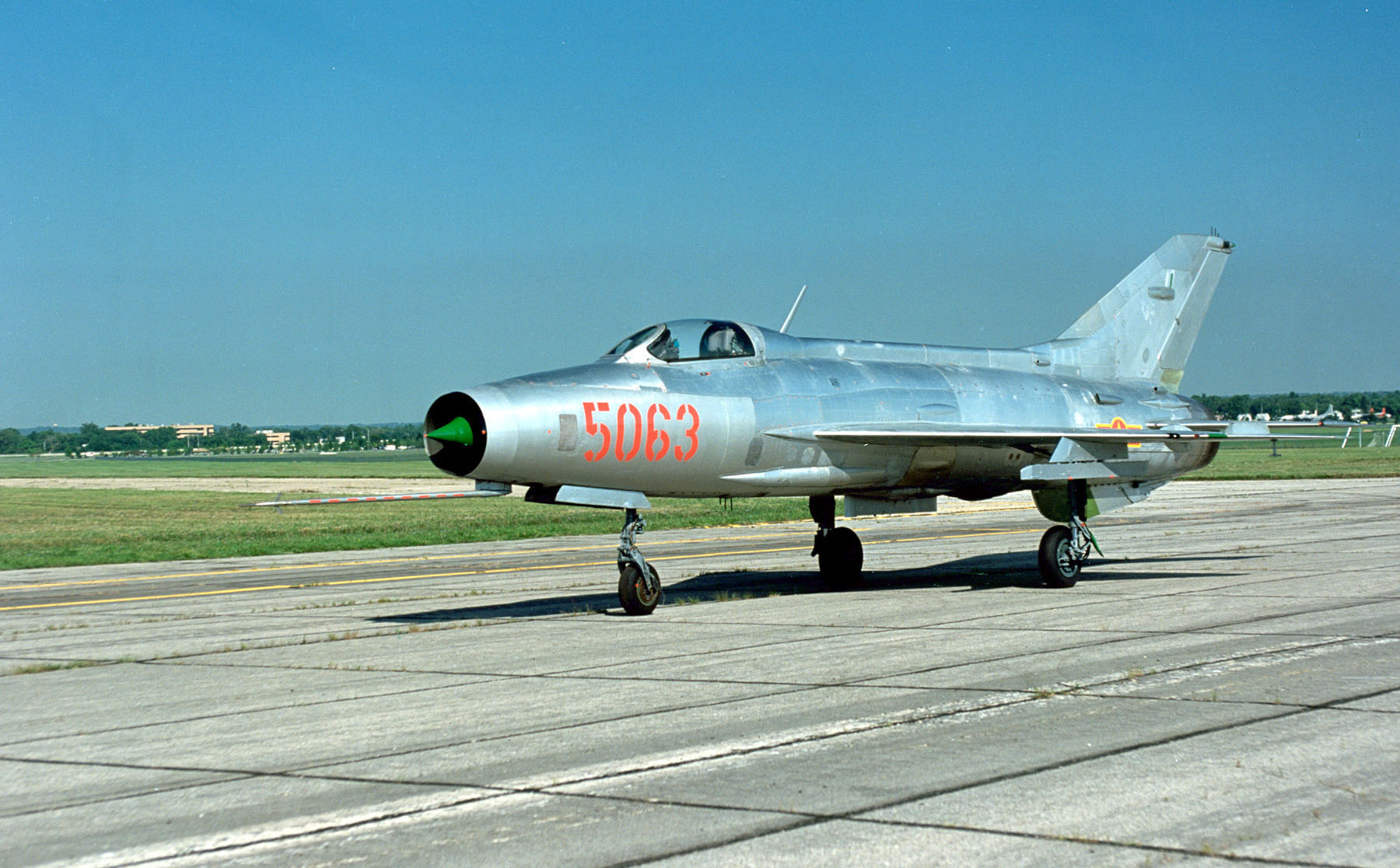
Interceptor soviètic Mikoian-Gurévitx MiG-21.

En aquesta època es va potenciar l'especialització en el disseny dels caces, amb 2 subtipus principals: els caces interceptors, (com l'English Electric Lightning i el Mikoian-Gurévitx MiG-21), i els caça combarders, (com l'F-105 Thunderchief i el Sukhoi Su-7). En tot dos casos es van dissenyar amb menys èmfasi en el combat a curta distància, ja que es pensava que quedaria obsolet amb els nous míssils de llarg abast. Per això els interceptors estaven dissenyats per a portar molts míssils i tenien un radar potent, així com una gran velocitat i capacitat per ascendir ràpidament en detriment de l'agilitat. Es tractava d'avions especialitzats en la destrucció de grans bombarders que volaven a cotes altes, i no comptaven pràcticament amb capacitat d'atac a terra. Els caces bombarders podien efectuar missions tant contra altres avions, com contra els objectius terrestres. Sovint eren dissenyats per fer atacs a baixa altura i alta velocitat per tal de deixar la seva càrrega d'armament. Aquesta podia ser des de les típiques bombes i coets, fins als nous míssils aire superfície guiats per televisió o infrarojos i, en alguns casos, fins i tot eren capaços de llençar bombes nuclears.

### Tercera generació

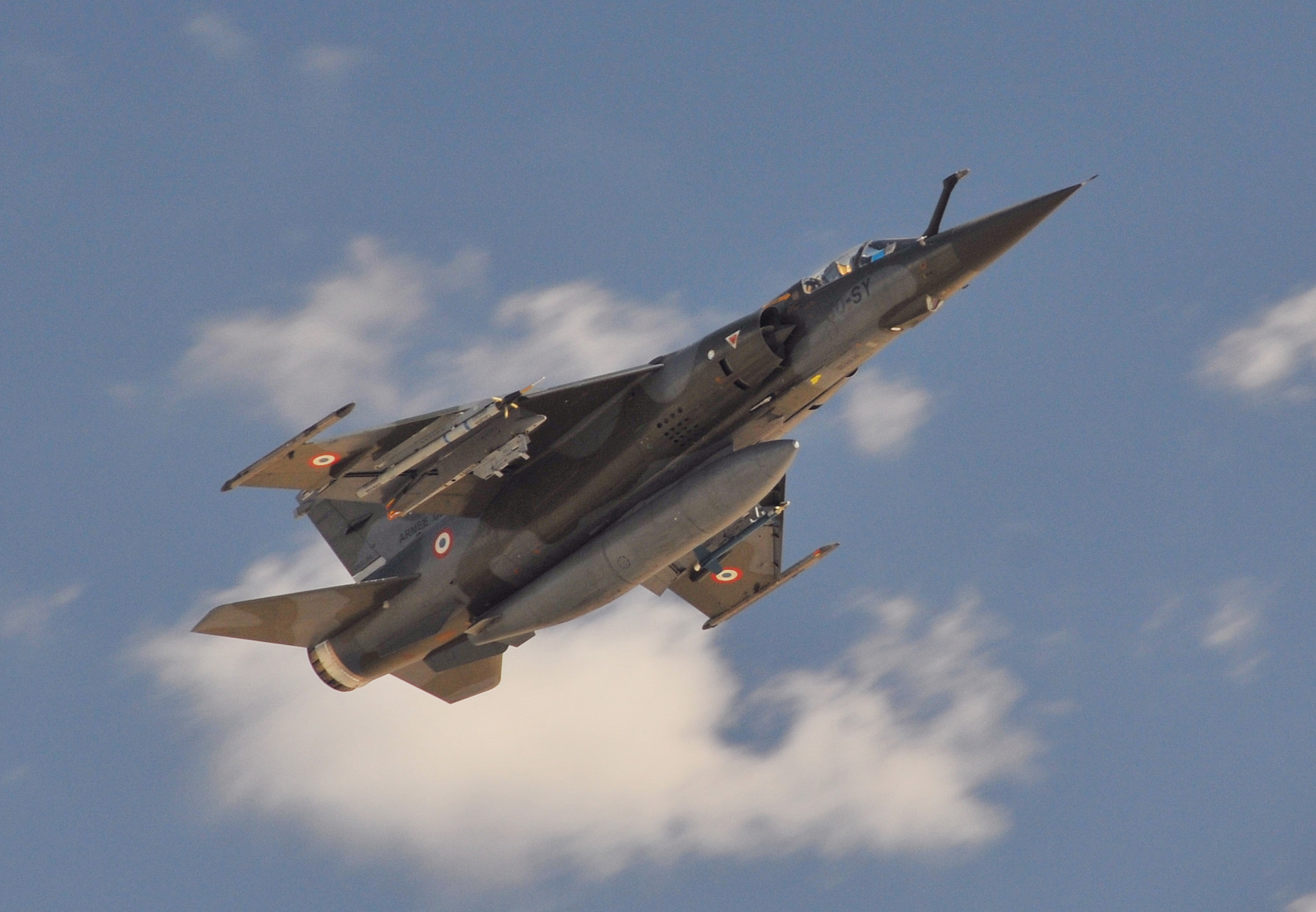
Dassault Mirage F1

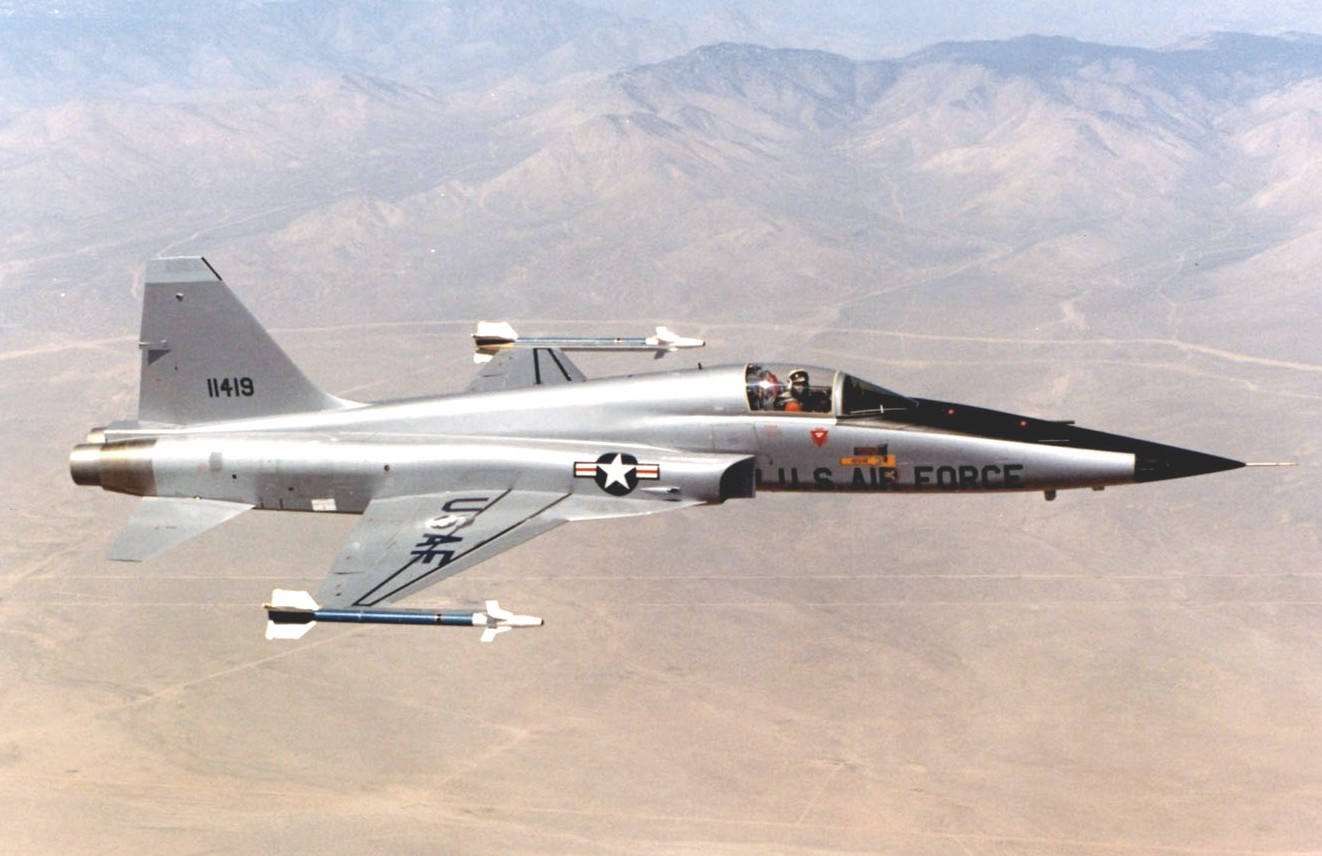
Northrop F-5

La tercera generació (principis dels 60-70) suposa una maduració de les innovacions de la segona generació de caces i en destaca l'èmfasi renovat en la maniobrabilitat i en les capacitats d'atac a terra tradicionals. Durant els anys 60, la creixent experiència en combat amb míssils aire-aire va demostrar que el combat aeri solia acabar en combats a curta distància, a gran velocitat i amb maniobres molt tancades (anomenats dogfights). L'aviònica analògica comença a implantar-se, substituint els aparells i mecanismes més antics. Les millores al rendiment aerodinàmic i la maniobrabilitat s'aconseguiren afegint i millorant superfícies de control com els canards,  slats  mòbils, i dispositius hipersustentadors millorats. Durant aquests anys es van provar nombroses tecnologies per a realitzar enlairament i aterratge verticals/curts (V/STOL), però el mètode més reeixit seria l'empenta vectorial aplicat al Harrier.

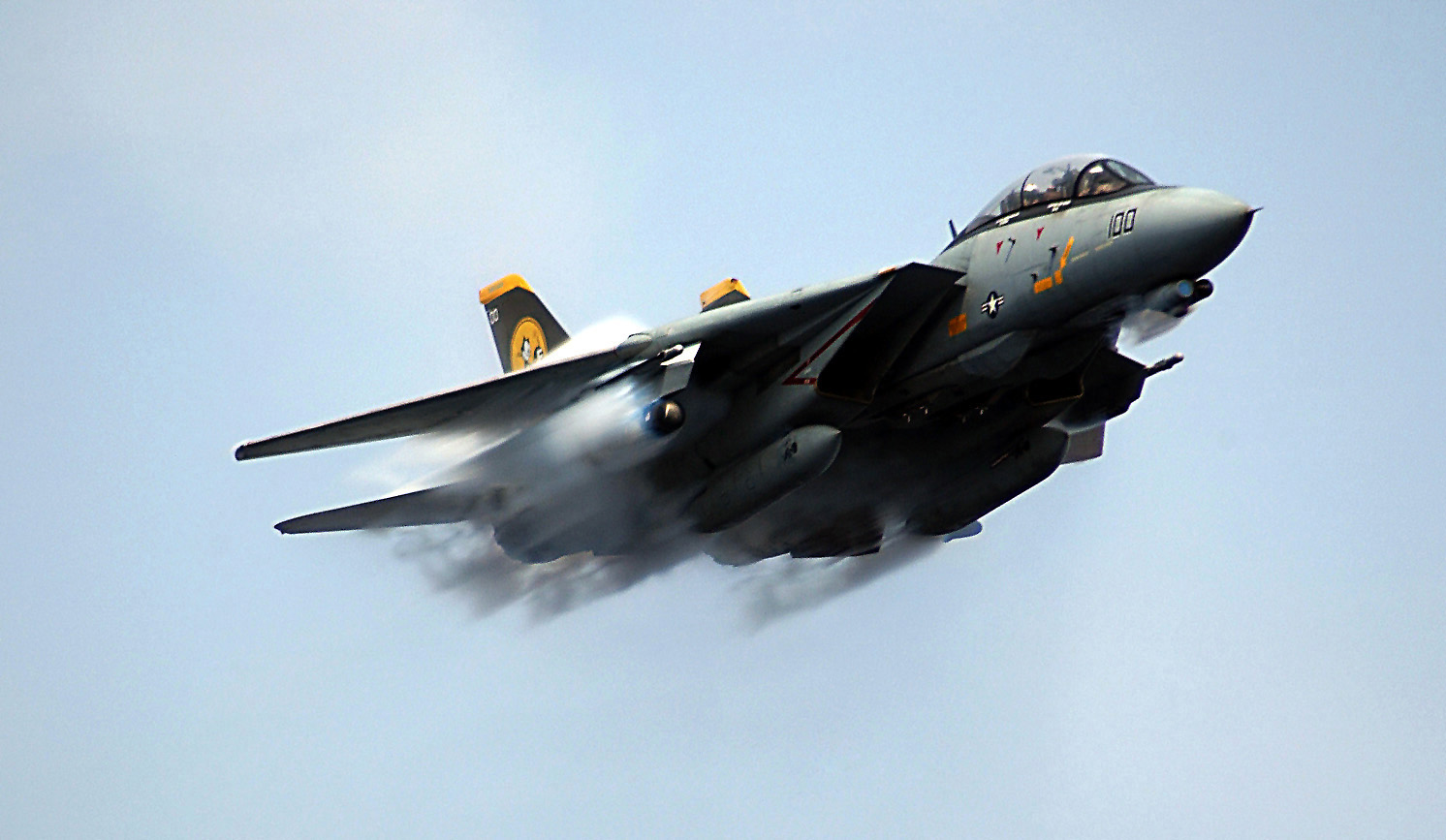
Grumman F-14 Tomcat.

L'augment de la capacitat de combat aeri es va enfocar en la introducció de sistemes de radar, més aviònica i míssils aire-aire millorats. Mentre els canons van continuar com a equipament estàndard, els míssils aire-aire es van convertir en l'armament principal dels caces de superioritat aèria, que utilitzaven radars avançats que permetien guiar els míssils aire-aire d'abast mitjà, permetent llançar-los des de força més distància. Tanmateix, les probabilitats d'impactar l'objectiu eren baixes degut a la poca fiabilitat d'aquests nous míssils i a la millora de les contramesures electròniques (ECM) per burlar els localitzadors de radar. Els míssils aire-aire de guia infraroja van augmentar el seu camp de visió per fixar objectius a 45 °, millorant-ne el seu ús.
Aquesta generació també va ampliar les capacitats d'atac a terra, sobretot amb míssils aire-superfície. En relació amb això, s'introduïren per primer cop equips avançats d'aviònica per a l'atac a terra, com el sistema de radar amb seguiment del terreny -per a vols a baixa altitud-. Els míssils aire-superfície equipats amb guiatge electro-òptic, com per exemple l'AGM-65 Maverick es començaren a utilitzar àmpliament, així com les primeres bombes guiades per làser. Tot aquest nou armament permetia una gran millora en la precisió dels atacs a objectius de superfície. El guiatge d'aquestes armes guiades de precisió era proporcionat per un contenidor extern amb l'aviònica i il·luminador làser, introduït a mitjans dels anys 60. Altres innovacions foren el desenvolupament de noves armes de foc automàtiques com ara metralladores de múltiples canons, que utilitzaven un motor elèctric per accionar el mecanisme (és el cas de l'M61 Vulcan), permetent que una sola arma tingués millor cadència de tir i precisió (així es va passar de muntar diversos canons a un de sol en la majoria de caces). La fiabilitat dels motors de reacció va augmentar, a més van limitar molt l'estela de fum que produïen la qual cosa va fer més difícil localitzar els avions a llarga distància.

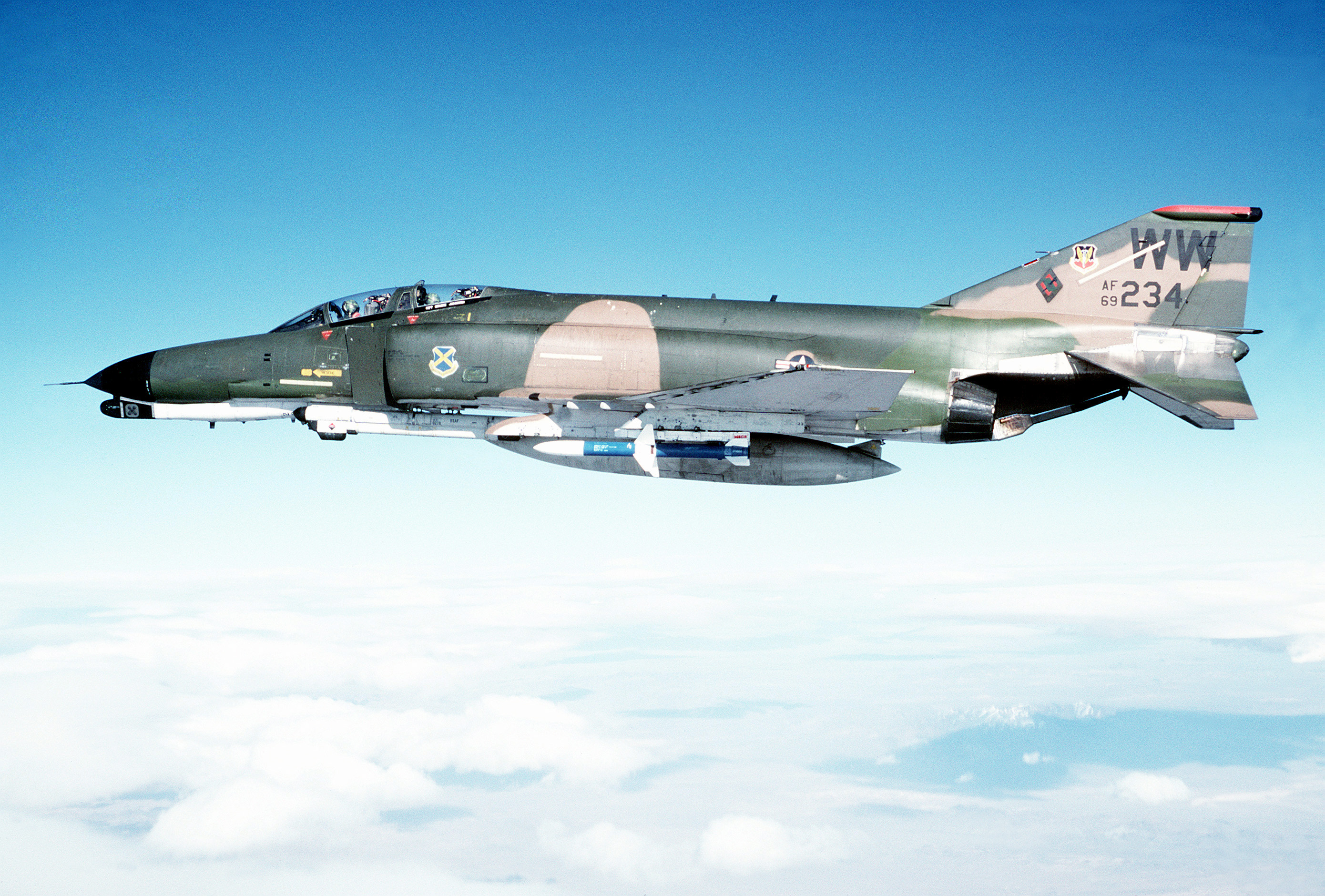
McDonnell Douglas F-4E Phantom II.

Els avions d'atac purs (com el Grumman A-6 Intruder, el SEPECAT Jaguar i el LTV A-7 Corsair II) oferien major abast i sistemes d'atac nocturn més sofisticats a un cost menor que els caces supersònics. Amb una ala de geometria variable, el bombarder supersònic General Dynamics F-111 va introduir el motor Pratt & Whitney TF30, el primer turboventilador equipat amb postcremador. El McDonnell F-4 Phantom va ser dissenyat com a caça nocturn i tot-temps, per utilitzar míssils i un potent radar. Tot i això va demostrar la seva vàlua com a avió d'atac a terra, utilitzat per la Marina dels Estats Units, la Força Aèria i el Cos de Marines. Tot i els problemes de les primeres variants, els caces Phantom van ser els avions americans amb més victòries de la Guerra del Vietnam, amb 280 victòries. Amb un abast i capacitat de càrrega similars als bombarders de la Segona Guerra Mundial, com el B-24 Liberator, el Phantom es convertiria en un avió polivalent de gran èxit.

### Quarta generació (1970 - mitjans dels 90)

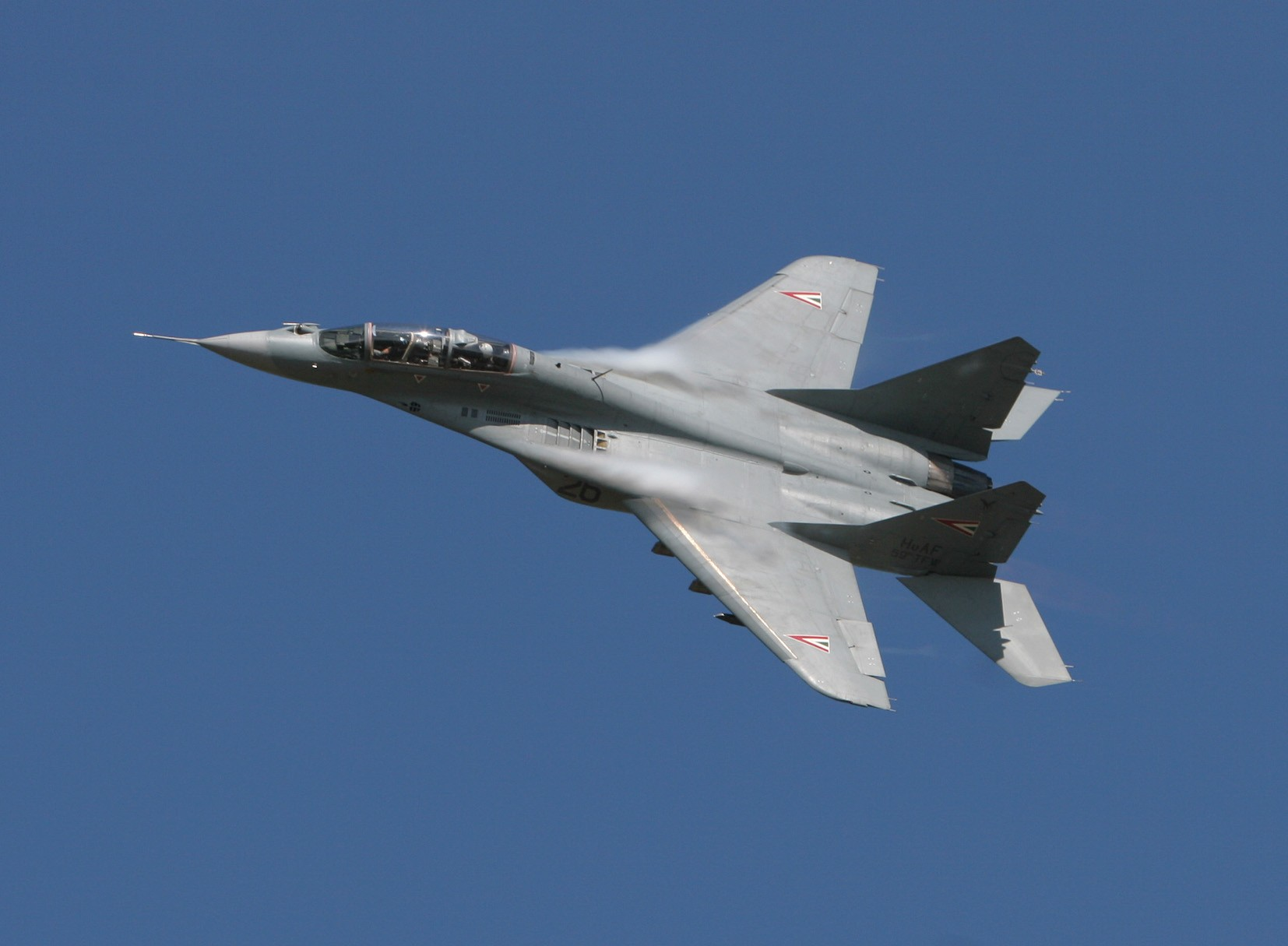
Mikoian-Gurévitx MiG-29 "Fulcrum".

Els caces de quarta generació van continuar la tendència cap a configuracions polivalents, i van ser equipats amb sistemes d'armes i aviònica cada vegada més sofisticats. El disseny dels caces d'aquesta generació va ser significativament influenciat per la teoria Energia-Maniobrabilitat (EM) desenvolupada pel coronel John Boyd i el matemàtic Thomas Christie, basada en l'experiència de combat de Boyd a la Guerra de Corea i com a instructor en tàctiques de caces durant els anys 60. La teoria EM va destacar el valor de mantenir l'energia específica de l'aeronau com un avantatge en el combat entre caces. Boyd argumenta que la maniobrabilitat és el factor primari per inferir en el procés de presa de decisions de l'adversari, entorpint les seves reaccions i permetent un avantatge considerable en el combat. Aquest enfocament va destacar els dissenys d'avions que fossin capaços de realitzar transicions ràpides: canvis ràpids en velocitat, altitud, i direcció - en comptes de basar-se només en l'alta velocitat com a virtut principal. Un dels primers models a aplicar aquestes teories va ser l'F-15 Eagle

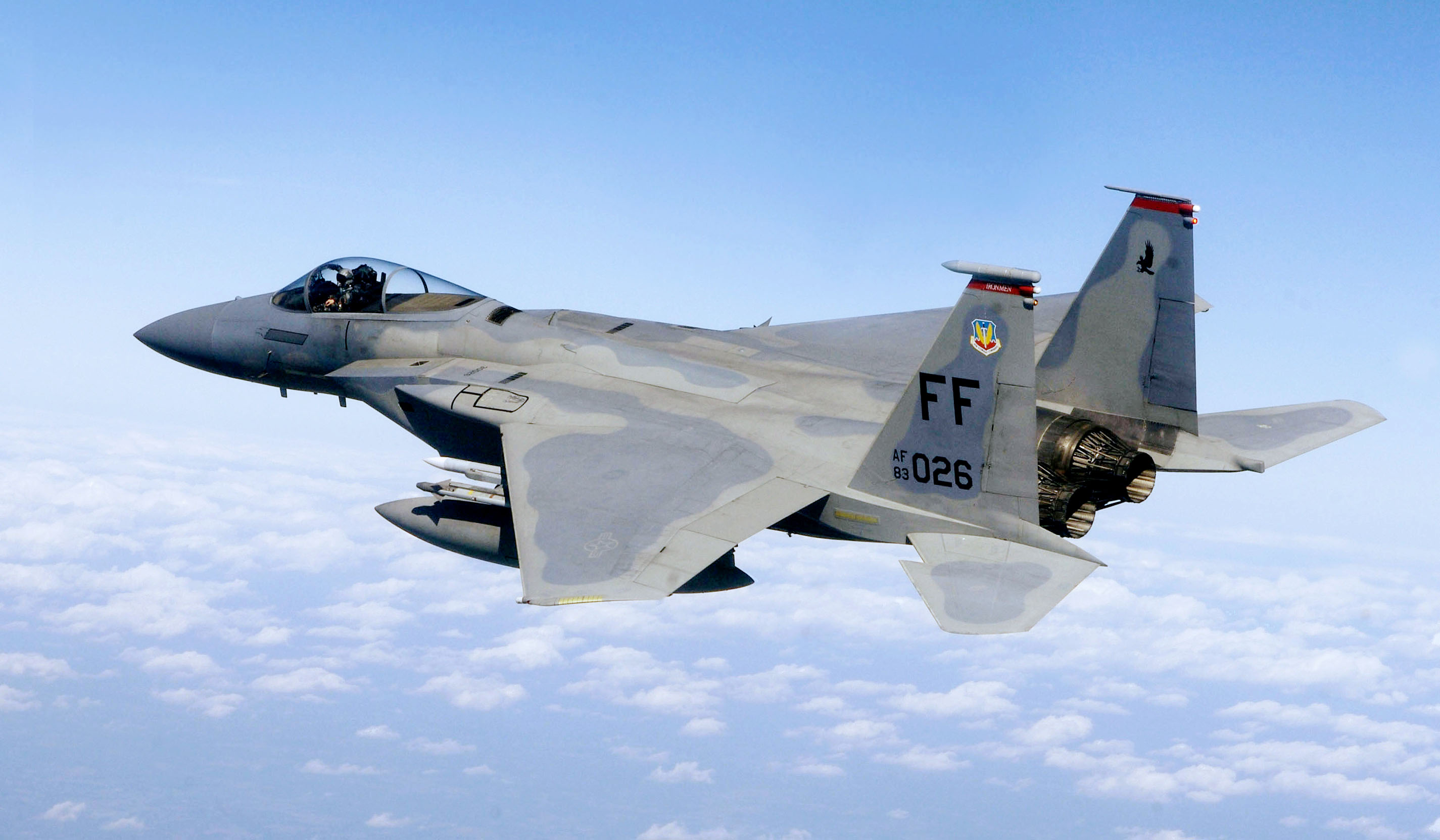
McDonnell Douglas F-15 Eagle.

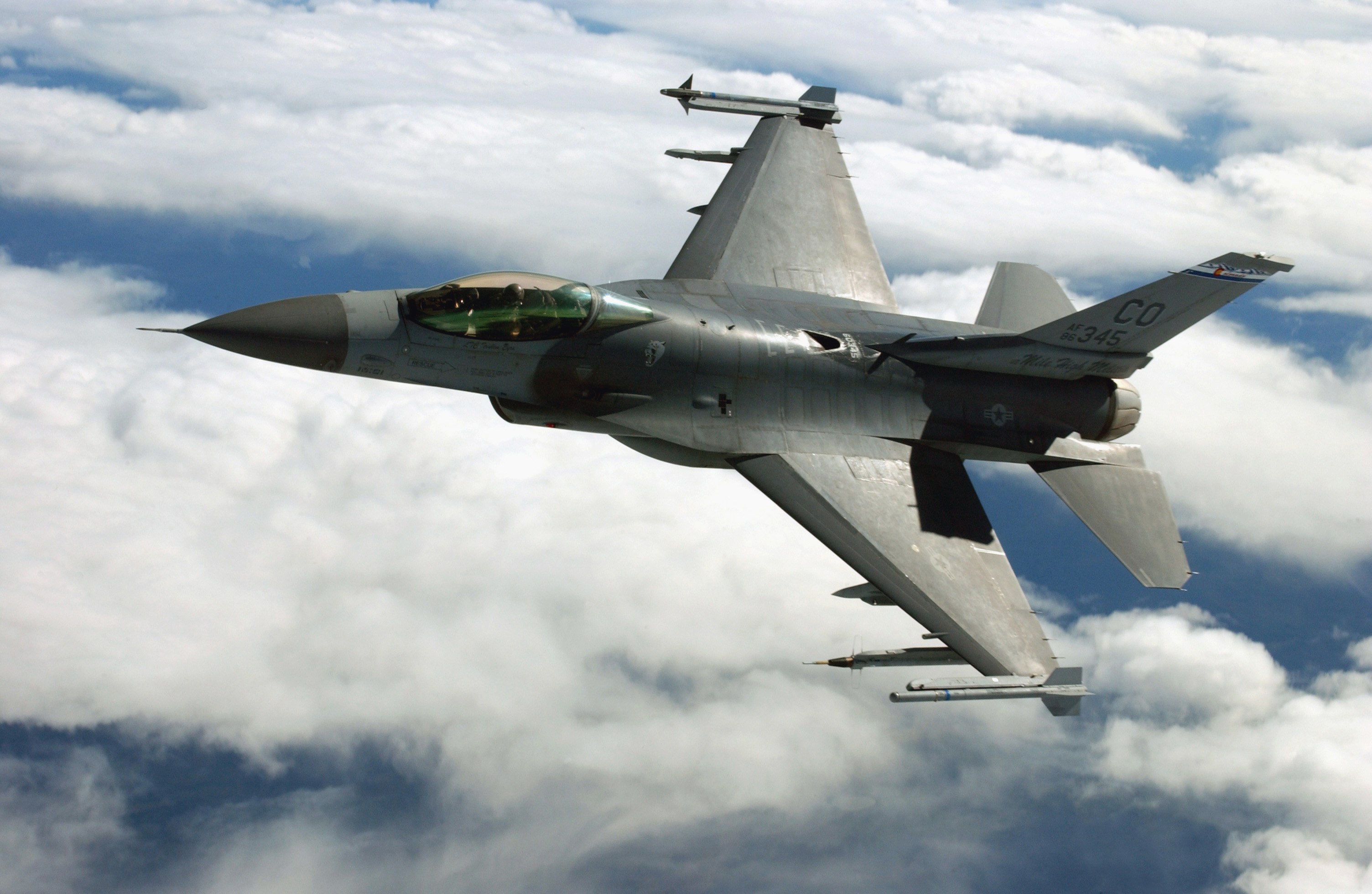
F-16 Fighting Falcon.

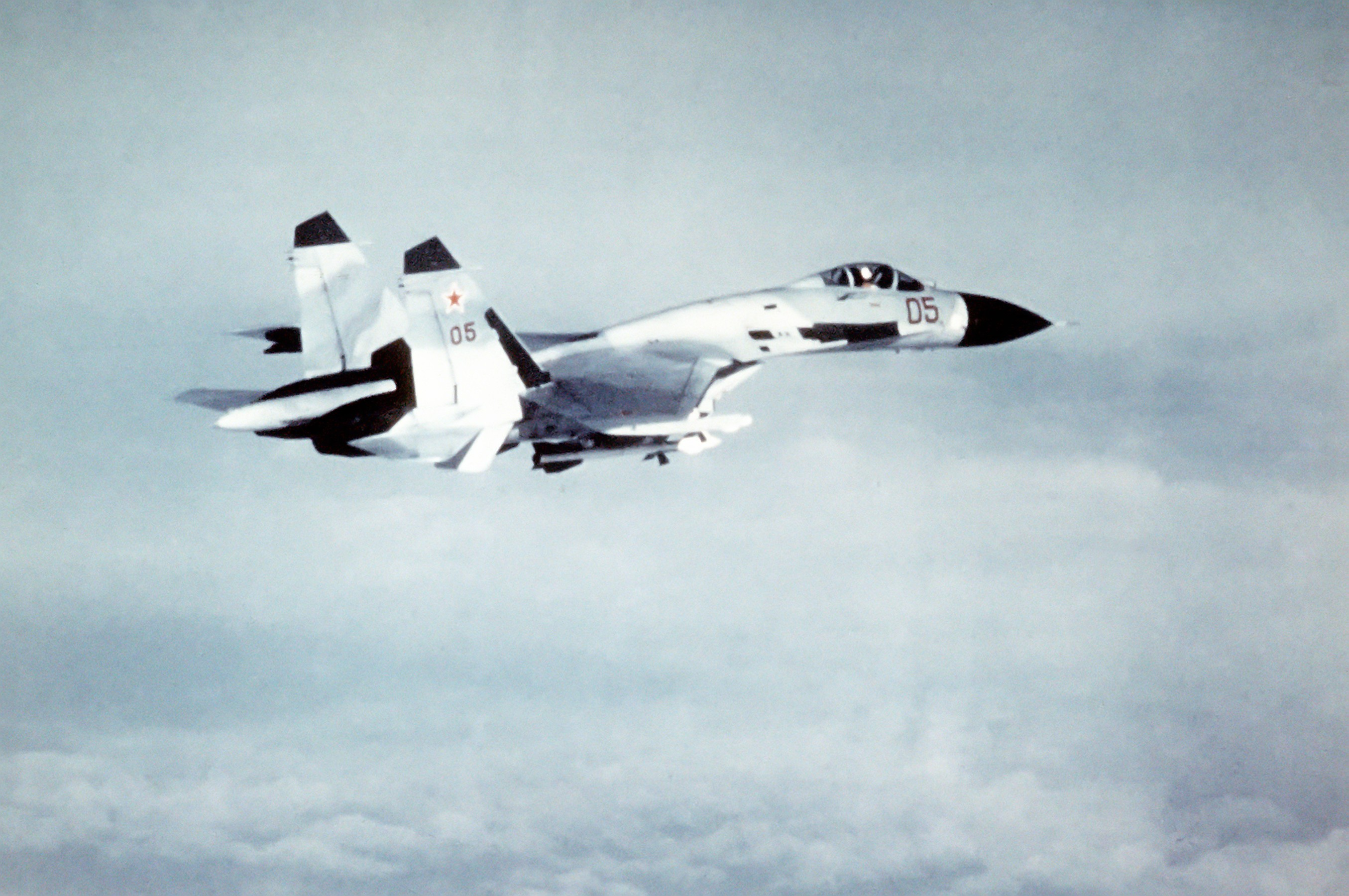
Sukhoi Su-27 "Flanker".

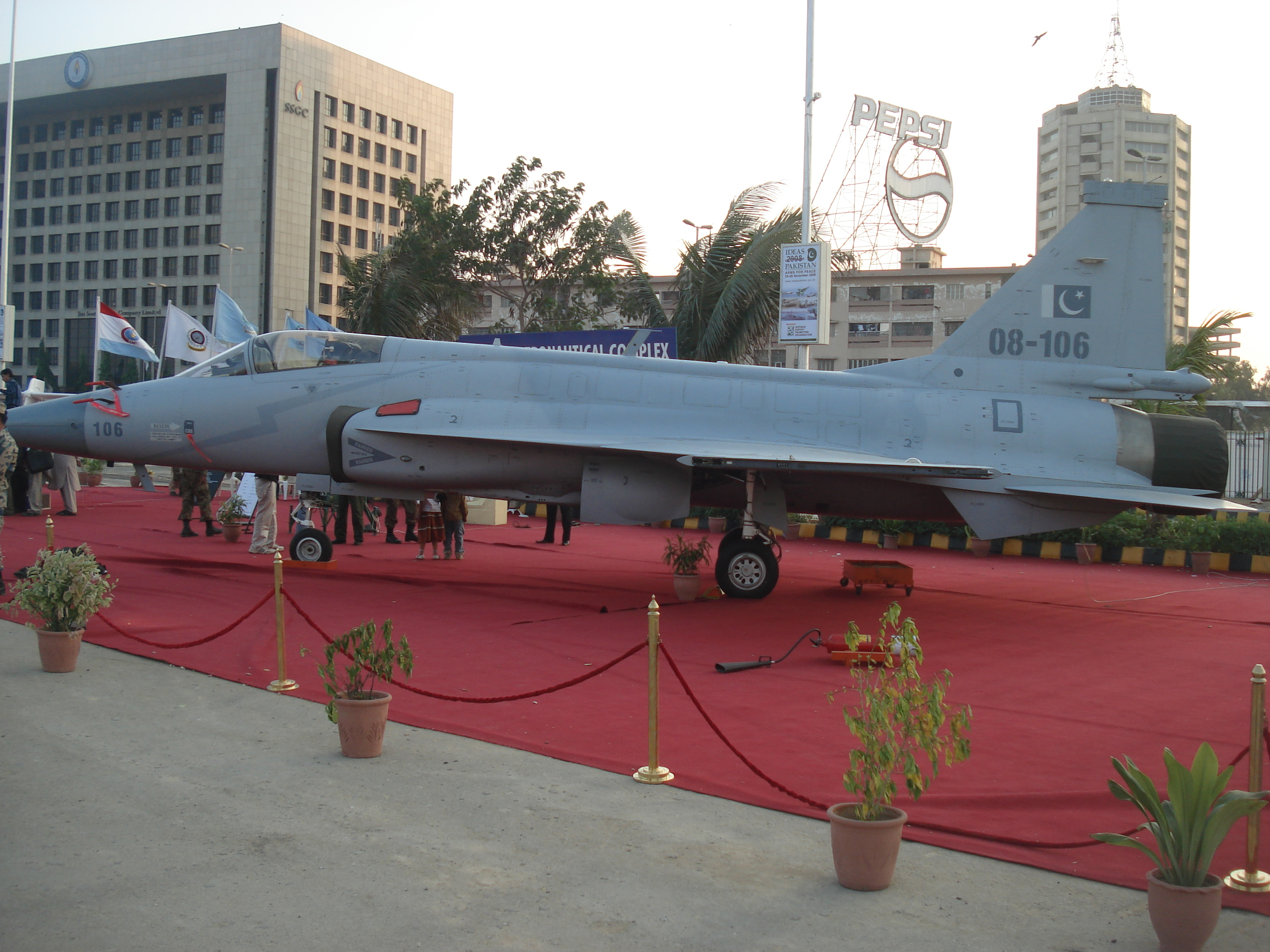
Un JF-17 a una exhibició a Karachi, Pakistan.

La mida petita minimitzaria la resistència aerodinàmica i augmentaria la ràtio impuls-pes; una ala més gran minimitzaria la càrrega alar. Mentre que l'ala reduïda tendeix a abaixar la velocitat màxima i pot escurçar l'abast, per contra augmenta la capacitat de càrrega neta i la reducció d'abast pot ser compensada per un increment de combustible a l'ala més gran. Els esforços dels Fighter Mafia de Boyd tindrien com a resultat el F-16.
La maniobrabilitat del F-16 va ser millorada perquè es va dissenyar per ser una mica inestable aerodinàmicament. Aquesta tècnica, anomenada "estabilitat estàtica relaxada" (RSS), va ser possible per la introducció del control per senyals elèctrics i el sistema de control de vol (FLCS), que al seu torn va ser permès pels avenços en ordinadors i tècniques d'integració de sistemes. L'aviònica analògica, de la qual s'exigia que permetés operacions de FBW, es convertia en un requisit fonamental i es va començar a canviar per sistemes digitals de control de vol en l'última meitat dels anys 80. De la mateixa manera, amb el turboventilador Pratt & Whitney F100 es va introduir el Control digital total del motor FADEC per a la gestió electrònica total del rendiment del motor. La confiança cega del F-16 en l'electrònica i cables elèctrics per transmetre ordres de vol, en comptes dels cables habituals i controls de connexió mecànics, el feren guanyar el sobrenom de "el jet elèctric". El FLCS electrònic i el FADEC, ràpidament es convertiren en components essencials de tots els subsegüents dissenys d'avió de combat.
Altres tecnologies innovadores introduïdes en els caces de quarta generació inclouen radars de control de tir d'impulsos Doppler (proporcionant una capacitat "look-down/shoot-down"), head-up displays (HUD), controls HOTAS i pantalles multifunció (MFD), que van passar a formar part de l'equip fonamental de qualsevol caça modern. Per tal de reduir pes, també es començaren a utilitzar materials compostos en els elements estructurals, i fibra de carboni laminada en les superfícies de control i part de la superfície del buc de l'aeronau. Els sensors d'infraroig per a cerca i atac (IRST) es començaren a utilitzar com a sensors per al combat aire-aire. Els míssils aire-aire infrarojos "tota-situació" van esdevenir l'armament estàndard, i permetien impactar els avions enemics des de qualsevol angle (tot i que el seu camp visual continuava sent molt limitat).
El primer sistema de guiatge actiu de míssils de llarg abast, el RF AMM, va entrar en servei amb l'AIM-54 Phoenix, que només equipava l'Grumman F-14 Tomcat, un dels pocs dissenys de caces amb ales d'abast variable que es va produir.
Una altra evolució fou el major èmfasi en la facilitat de manteniment, la qual cosa s'aconseguí amb una estandardització dels components, la reducció de mecanismes que calia revisar i lubricar, i una reducció del nombre global de peces. Així, per exemple, alguns dels primers avions de combat amb motor de reacció necessitaven fins a 50 hores de manteniment a terra per cada hora de vol, mentre que models posteriors van reduir notablement aquestes necessitats (els més eficients entorn de les 10 hores de manteniment per hora de vol), per tal de permetre més sortides de combat i una major eficiència en els costos.
Les innovacions aerodinàmiques incloïen bombat variable i l'aprofitament de l'efecte de sustentació del vòrtex per aconseguir un major angle d'atac, mitjançant l'addicció de dispositius LERX.

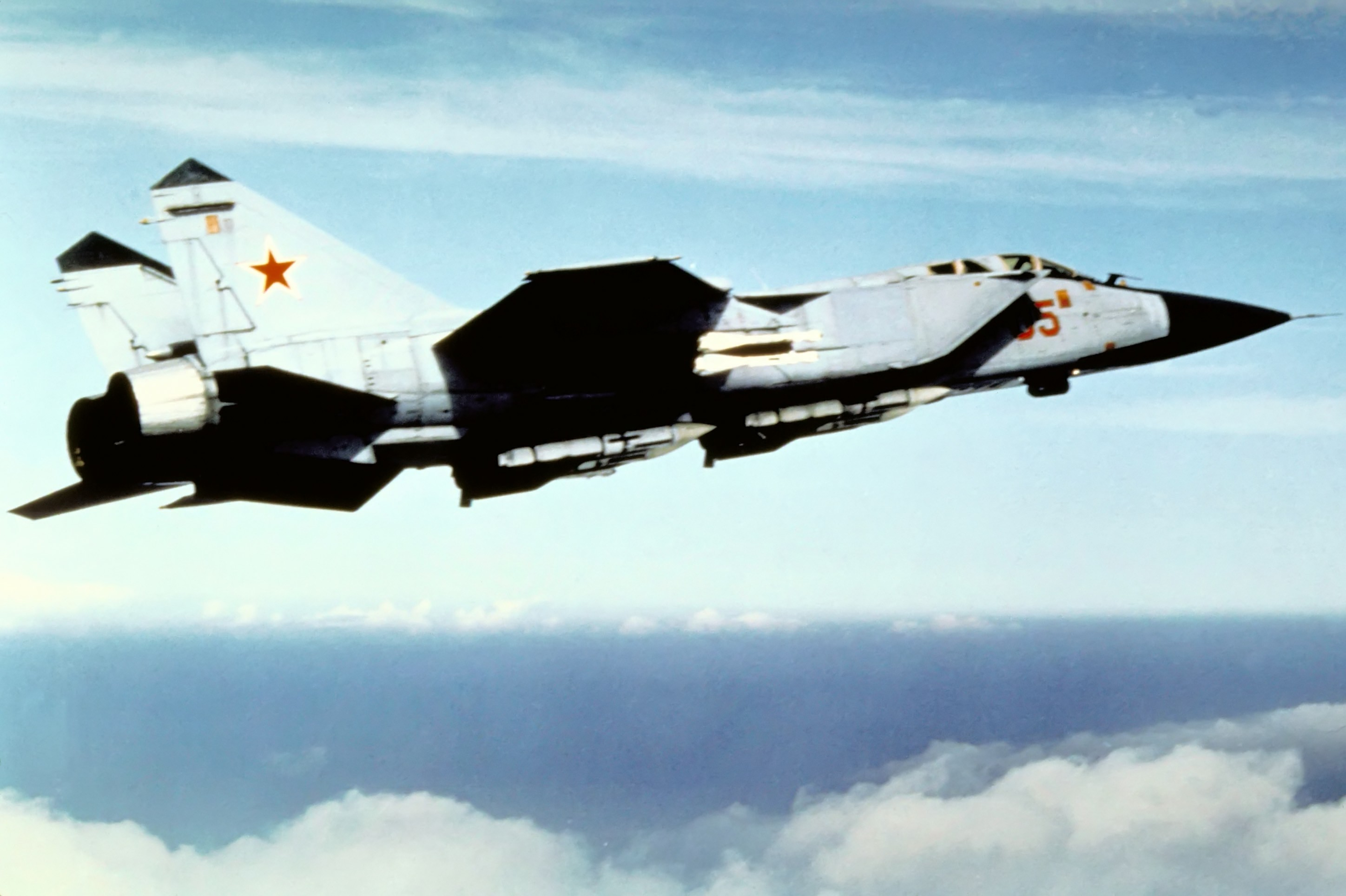
Mikoian-Gurévitx MiG-31 "Foxhound".

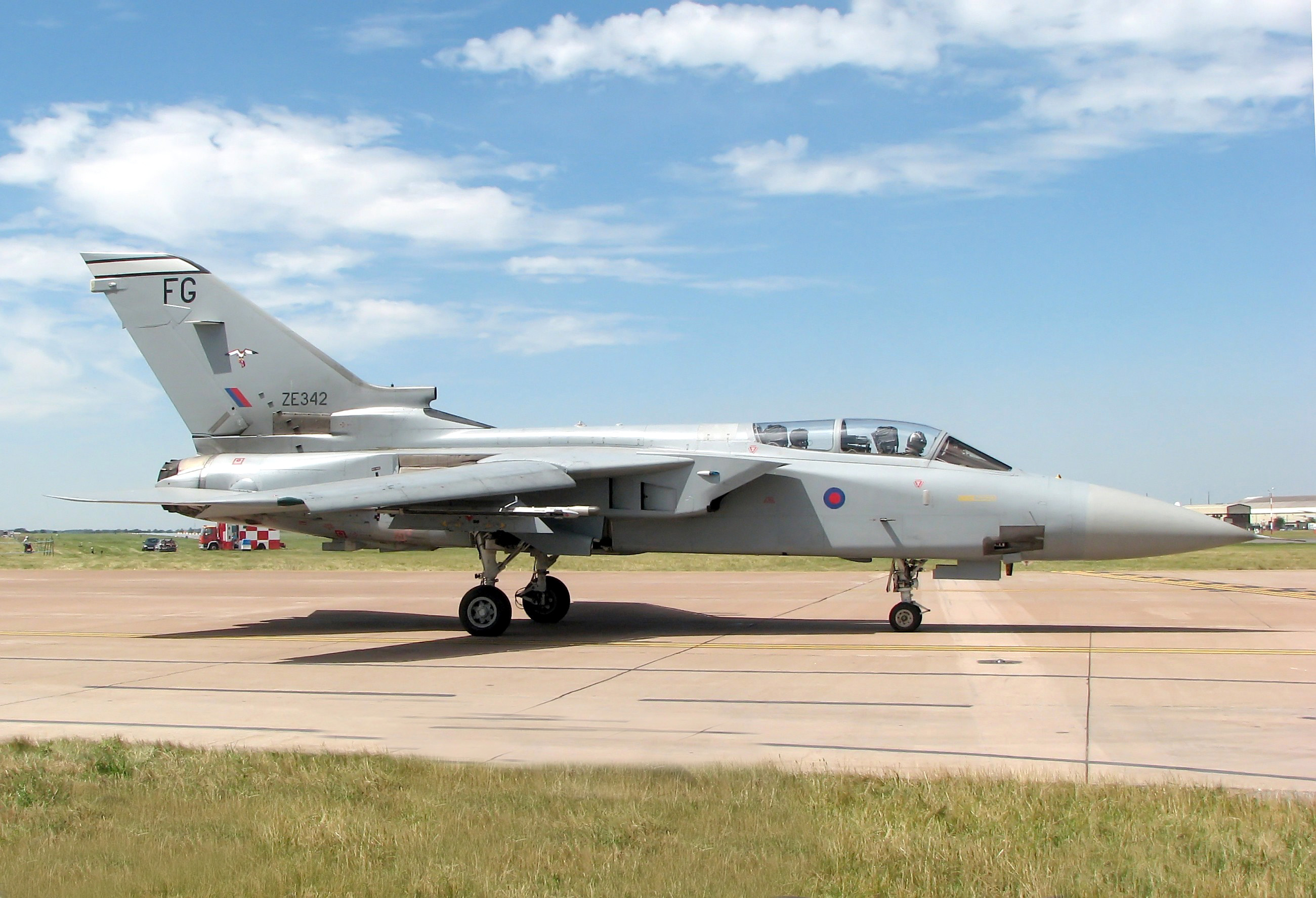
Panavia Tornado ADV.

A diferència dels interceptors d'èpoques anteriors, la majoria dels caces de superioritat aèria de quarta generació van ser dissenyats per ser caces àgils per al combat tancat o dogfight (tot i que hi va haver importants excepcions com el MiG-31 i el Panavia Tornado ADV). El continu augment del cost dels caces, però, va seguir fent èmfasi en la importància de la polivalència. La necessitat de tots dos tipus de caces va portar a un concepte doble: per una banda caces de superioritat aèria purs (com l'F-15 i el Su-27), complementats per un major contingent de caces polivalents de menor cost (com l'F-16 i el MiG-29).

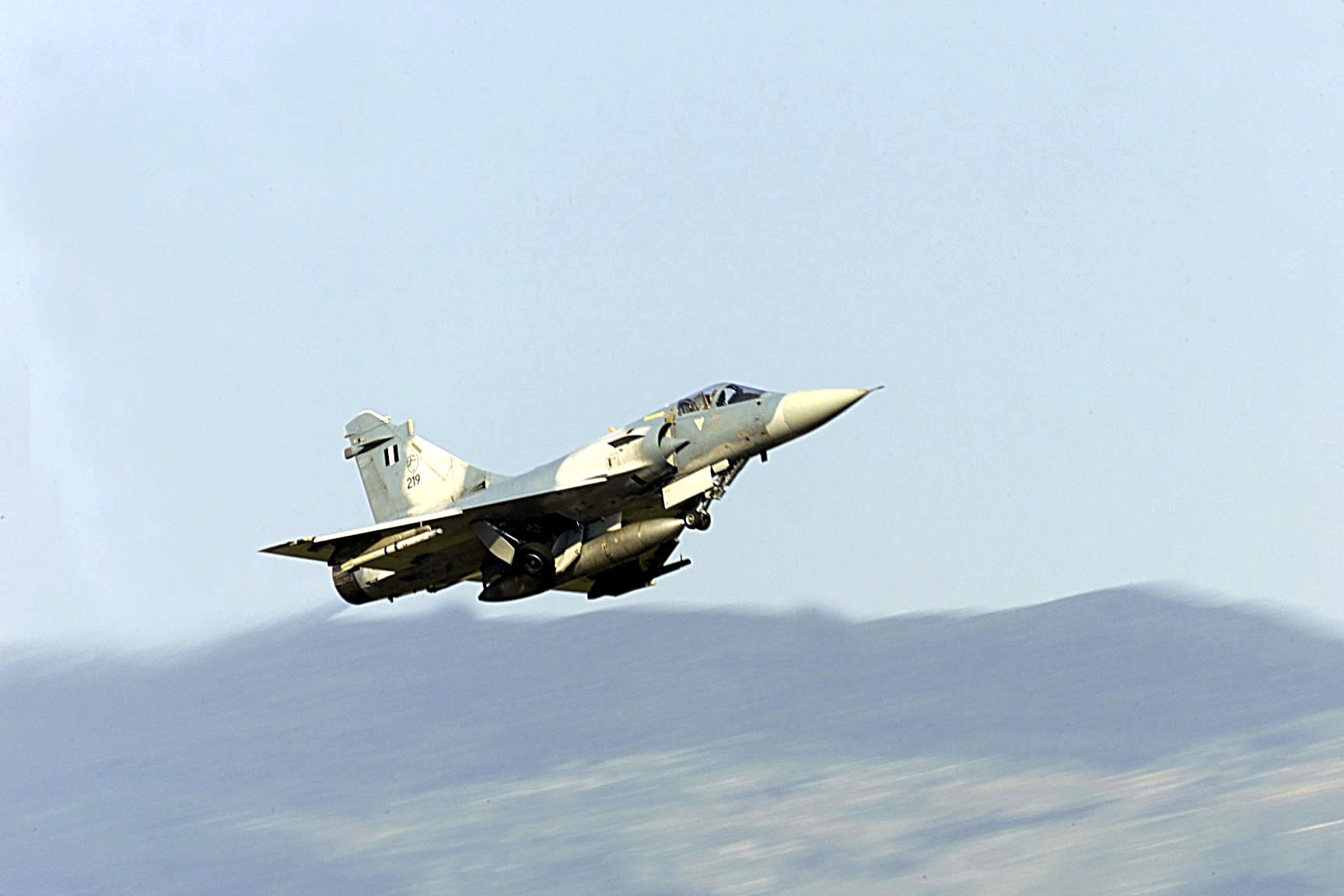
Dassault Mirage 2000.

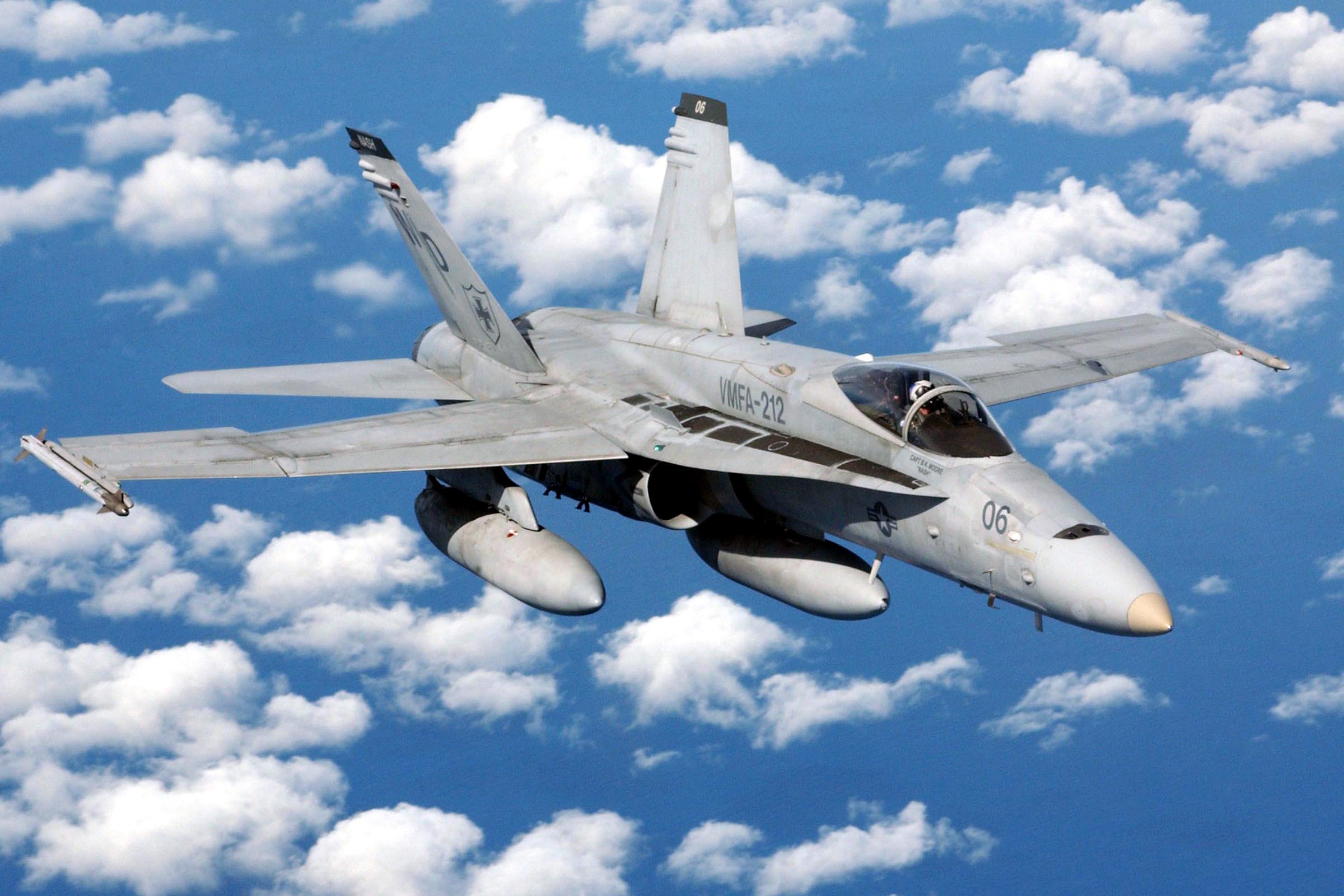
McDonnell Douglas F/A-18C Hornet.

La majoria dels caça bombarders de quarta generació, com l'F/A-18 Hornet i el Dassault Mirage 2000, són veritables avions polivalents, dissenyats com a tals des del principi. El seu desenvolupament va ser possible gràcies a l'aviònica avançada que permetia canviar entre modes de cerca i atac aire-aire o aire-terra. Així doncs, es deixà de banda el disseny de models específics per a rols d'atac o superioritat aèria (una excepció notable és el Panavia Tornado, amb versions especialitzades). Les missions d'atac s'assignen a models versàtils com el Sukhoi Su-24 i l'Boeing F-15E Strike Eagle. Un cas especials són el d'avions de suport aeri proper blindats, sovint dedicats a atacar vehicles blindats des de baixa altura, com el Fairchild Republic A-10 Thunderbolt II i el Sukhoi Su-25.
La tecnologia més avançada introduïda en els avions de combat és la capacitat d'"invisibilitat", és a dir, la capacitat per a ser difícilment detectables pels sensors enemics, bàsicament per radar, la qual cosa els permet atacar sense ser ni tan sols detectats. El primers avions furtius a ser introduïts, van ser l'avió d'atac Lockheed F-117 Nighthawk (el 1983) i el bombarder Northrop Grumman B-2 Spirit (el 1989). Tot i que no hi ha cap caça de 4a generació amb capacitats d'invisibilitat, sí que s'hi aplicaren alguns materials absorbents del radar i altres tècniques d'aquest tipus.

### Quarta generació i mitja (mitjans dels 90 - actualitat)

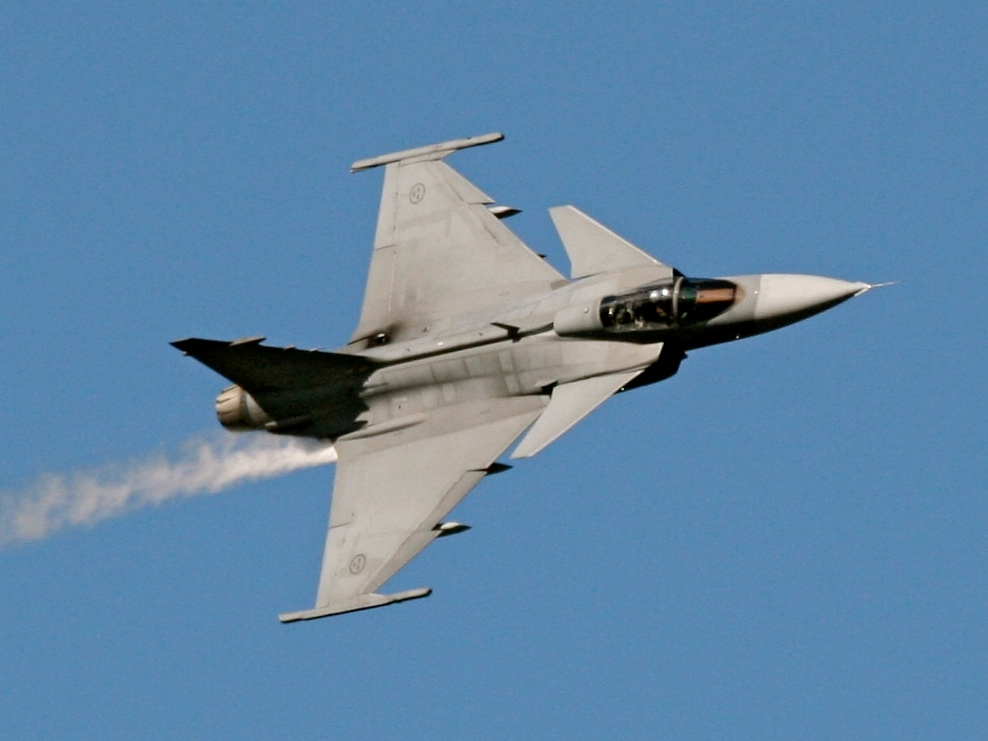
Saab 39 Gripen.

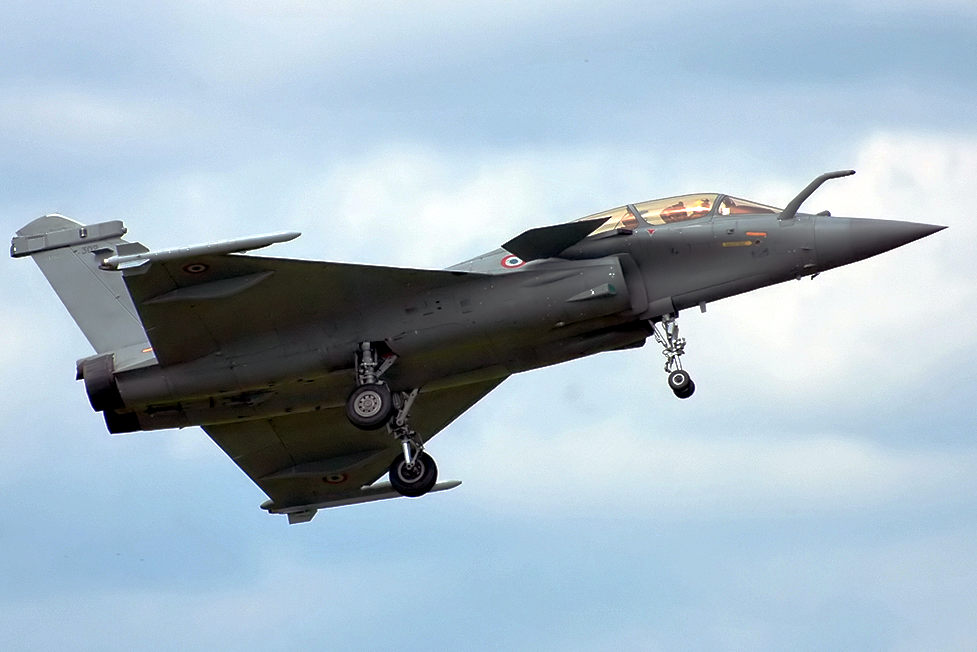
Dassault Rafale.

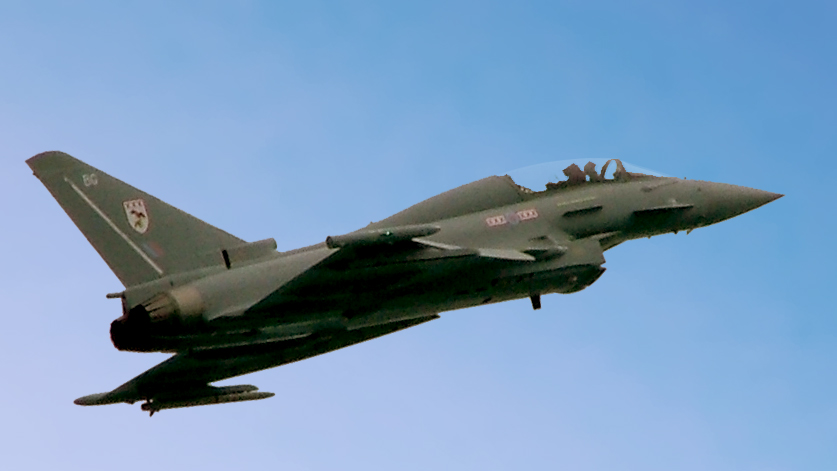
Eurofighter Typhoon.

El final de la Guerra Freda l'any 1989, va portar a molts països a una disminució significativa de la despesa militar. Això va afectar les forces aèries i als nous dissenys que s'estaven desenvolupant. Així, molt projectes de caces de "cinquena generació" van ser cancel·lats durant la primera meitat de la dècada del 1990 i els que sobrevisqueren s'"allargaren". Aquesta pràctica d'alentir el ritme de desenvolupament, redueix els costos anuals del projecte, però els incrementa a llarg termini. En aquest cas, tanmateix, això també va permetre els dissenyadors de fer ús dels enormes avenços en el camp dels ordinadors, aviònica i d'altra electrònica de vol, que s'havien tornat possibles, en gran part, a causa dels avenços fets en tecnologies de microxips i semiconductors els anys 1980 i el 1990. Aquesta oportunitat permetia als dissenyadors desenvolupar dissenys de quarta generació - o redefinicions - amb capacitats significativament millorades. Aquests dissenys millorats van passar a ser coneguts amb la denominació de "generació 4,5 ", com a caces de quarta generació que incorporaven noves tecnologies i armament.
Les principals característiques d'aquesta sub-generació són l'aplicació de materials aeroespacials i aviònica digital avançats, lleugera disminució de l'empremta al radar i una alta integració de sistemes i armes mitjançant nous ordinadors. Aquests caces van ser dissenyats per operar en un entorn de "batalla en xarxa" (amb relació a l'ús intensiu dels ordinadors i les comunicacions a Internet en la transmissió d'objectius i altra informació útil) i es tracta principalment d'avions polivalents. Les noves tecnologies incorporades en aquesta generació inclouen:
- Els míssils aire-aire més enllà de l'abast visual (en anglès BVR-AAMs).
- Bombes i míssils guiats per GPS o radars avançats.
- Mires muntades directament al casc en comptes del HUD.
- Motors actualitzats que en alguns casos permeten l'habilitat de supercreuer (superar la velocitat del so sense utilitzar els postcremadors).
- Toveres amb impuls vectorial, que permeten una major agilitat.
- Característiques d'invisibilitat que es basen a redissenyar la part frontal dels avions i en un ús limitat dels materials absorbents de radar (materials RAM, per les seves inicials en anglès).

Els dissenys de "mitja-generació" es basen en plataformes preexistents o bé es basen en noves plataformes que segueixen una teoria de disseny similar, com iteracions prèvies; tanmateix, aquestes modificacions han introduït l'ús estructural de materials compostos per reduir pes, fraccions de combustible més grans per augmentar l'abast, i tractaments de reducció de signatura per aconseguir una detecció al radar més baixa, comparat amb els seus predecessors. Exemples principals d'aquests avions, que estan basats en nous dissenys estructurals i fan ús extensiu de compostos de fibra de carboni, són l'Eurofighter Typhoon, el Dassault Rafale, el Saab 39 Gripen NG i el HAL Texas.

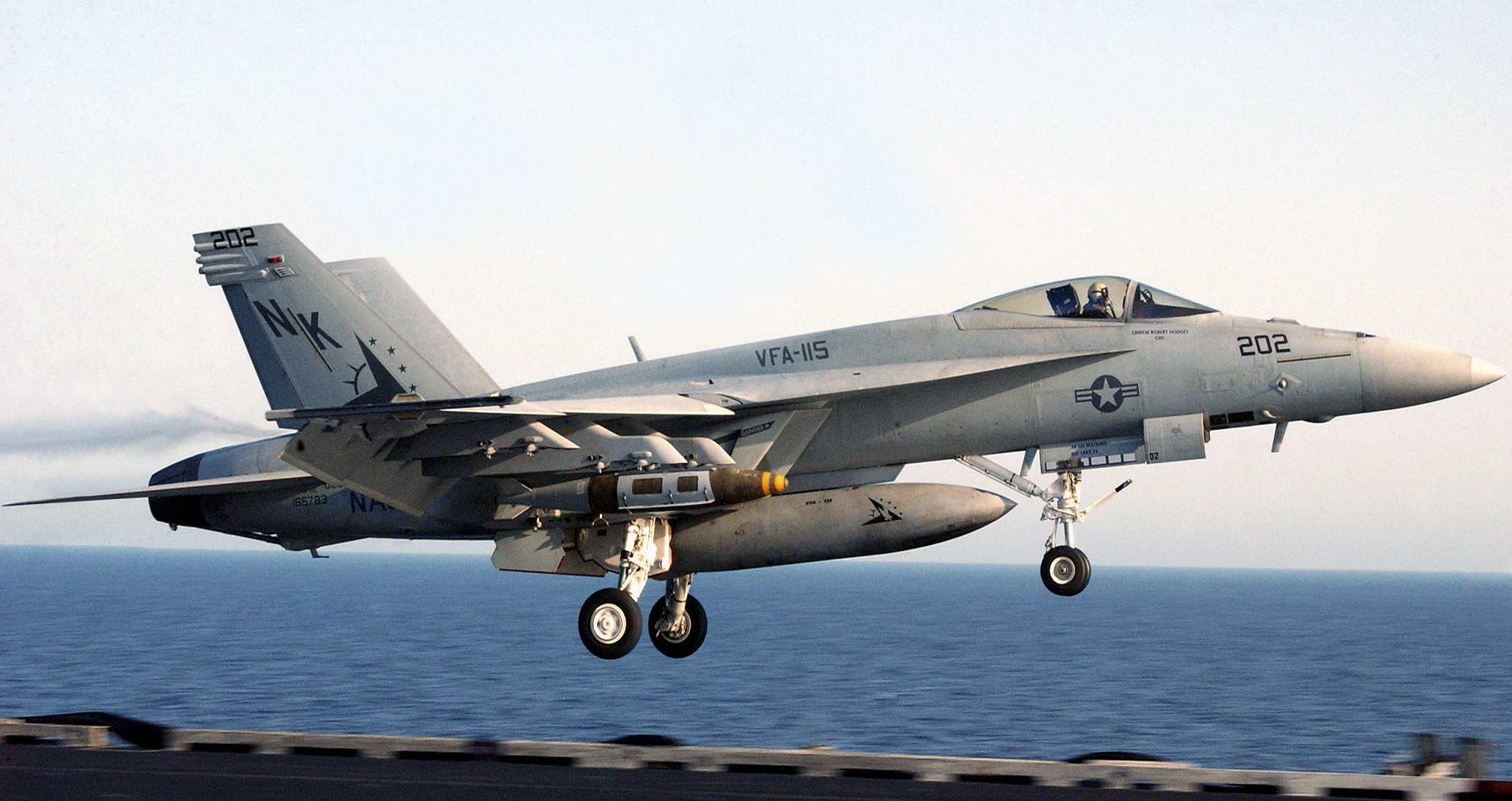
Boeing F/A-18 Super Hornet.

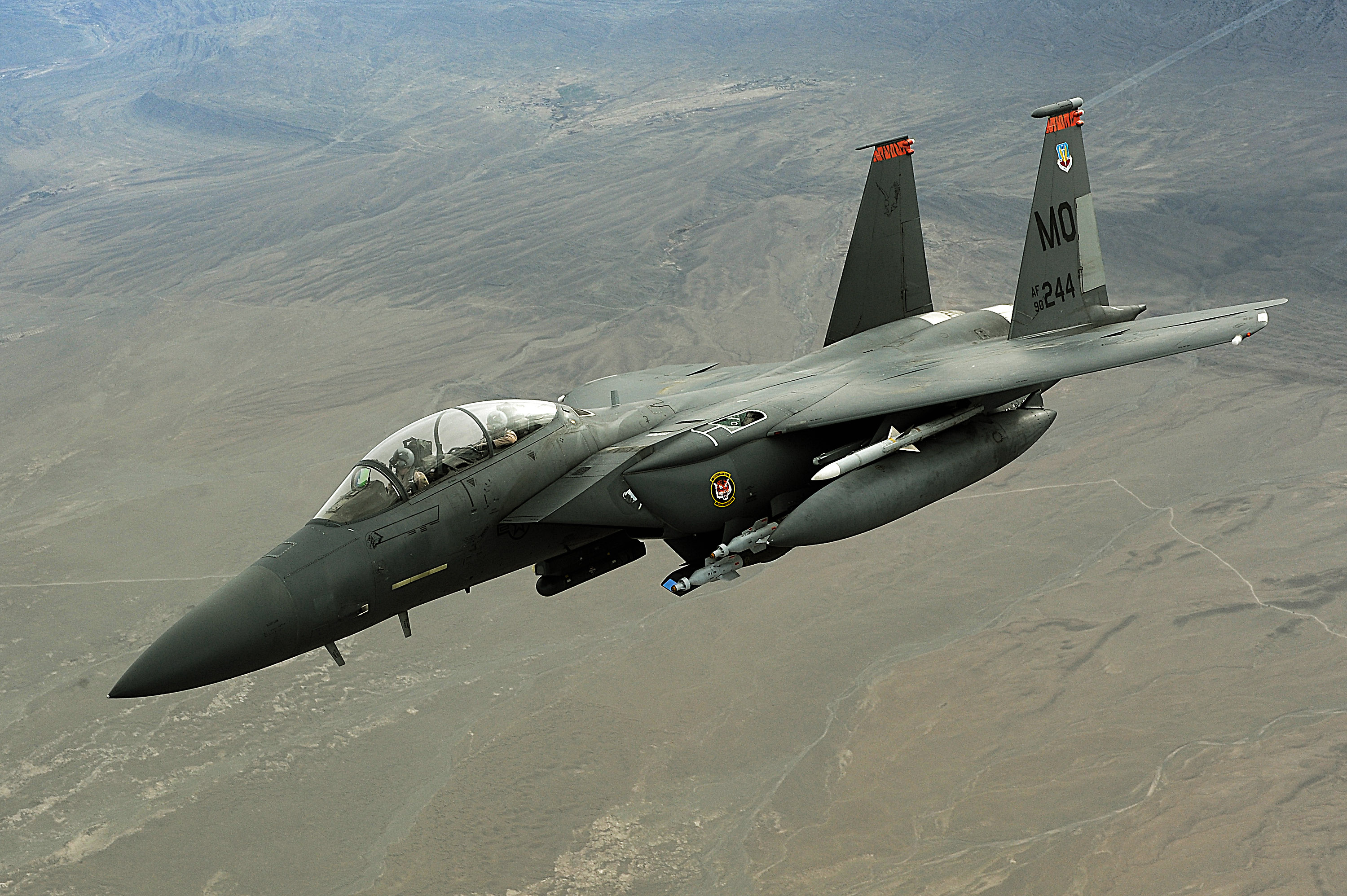
Boeing F-15E Strike Eagle.

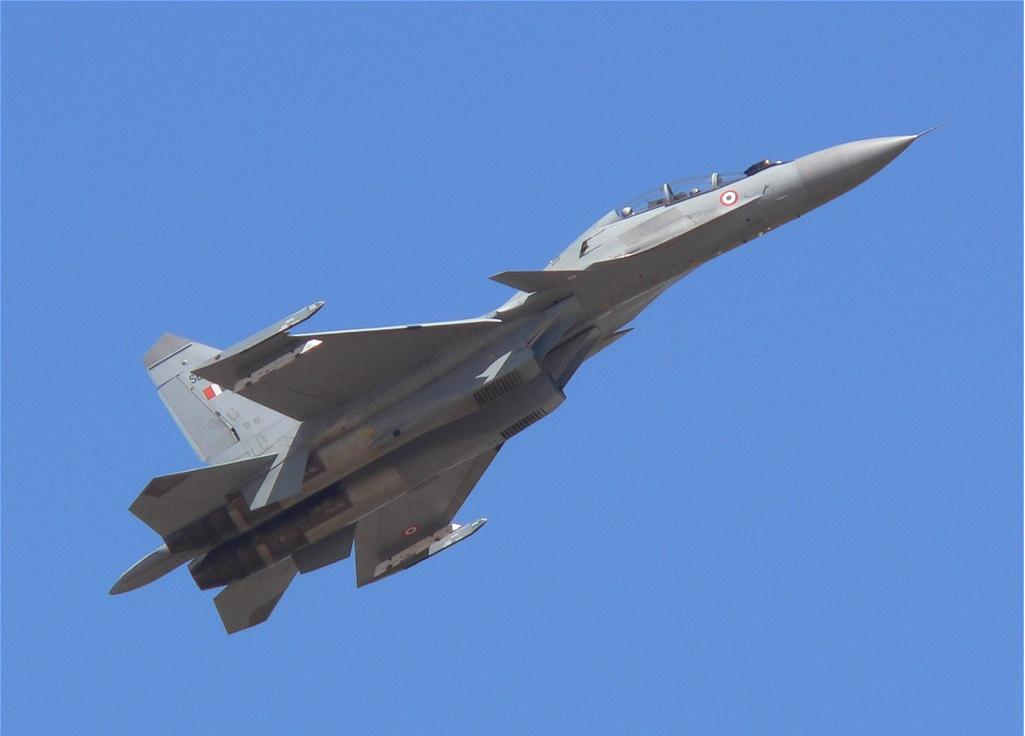
Sukhoi Su-30MKI 'Flanker-H'.

A banda d'aquests caces de reacció, la majoria dels avions de la 4,5 generació són variants modificades de models ja existents en la quarta generació, i tendeixen a ser més pesants i cars que els originals. N'és un exemple el Boeing F/A-18E/F Super Hornet, que és una evolució del model començat a desenvolupar als anys 70 o l'F-15E Strike Eagle, que és una versió d'atac a terra del conegut caça de la Guerra Freda McDonnell Douglas F-15 Eagle i el Sukhoi Su-30MKI, que és un altre desenvolupament del caça Sukhoi Su-30. El Mikoian-Gurévitx MiG-29/MiG-35, una versió millorada del MiG-29 dels anys 80. El Sukhoi-SU30MKI i el MiG-35 usen empenta vectorial de dues i tres dimensions, respectivament, per augmentar la maniobrabilitat. S'està actualitzant la majoria de les aeronaus de quarta i cinquena generació amb radars AESA i altra mena d'aviònica com ara sistemes de contra-mesures electròniques i visió avançada per infraroigs 
Els primers caces de 4,5 generació van entrar en servei a principis dels anys 90, i la majoria encara estan en producció o desenvolupament. És bastant possible que puguin continuar en producció al costat dels caces de cinquena generació, a causa de la despesa de desenvolupar l'avançat nivell de tecnologia de camuflatge necessària per aconseguir dissenys d'aeronaus que siguin poc observables al radar, que és un dels trets que defineixen els caces de cinquena generació. Dels dissenys de la quarta generació i mitja, només el Super Hornet, l'Strike Eagle i el Rafale han tingut acció de combat.
La Cambra de Representants dels Estats Units defineix com avió de caça de 4,5 generació aquell que "(1) disposa de capacitats avançades, incloent-(A) radar AESA, (B) enllaç de dades d'alta capacitat, i (C) aviònica millorada, i (2) tenen l'habilitat per desplegar armament avançat actual i el previst per a un futur proper raonable. "

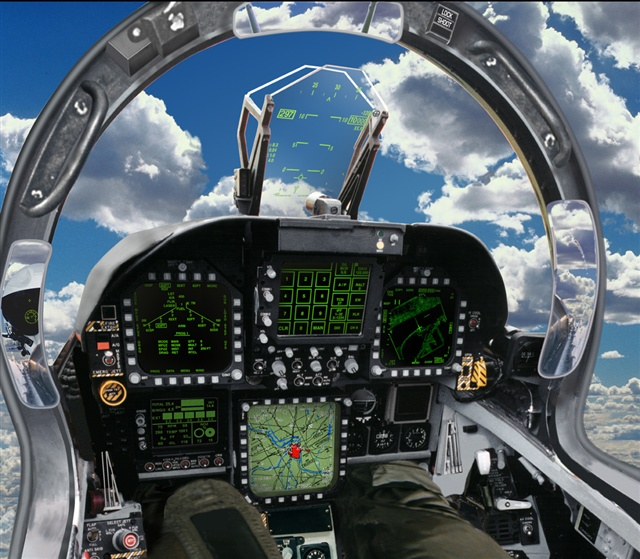
Cabina de pilotatge d'un caça modern

### Cinquena generació de caces (2005 - present)

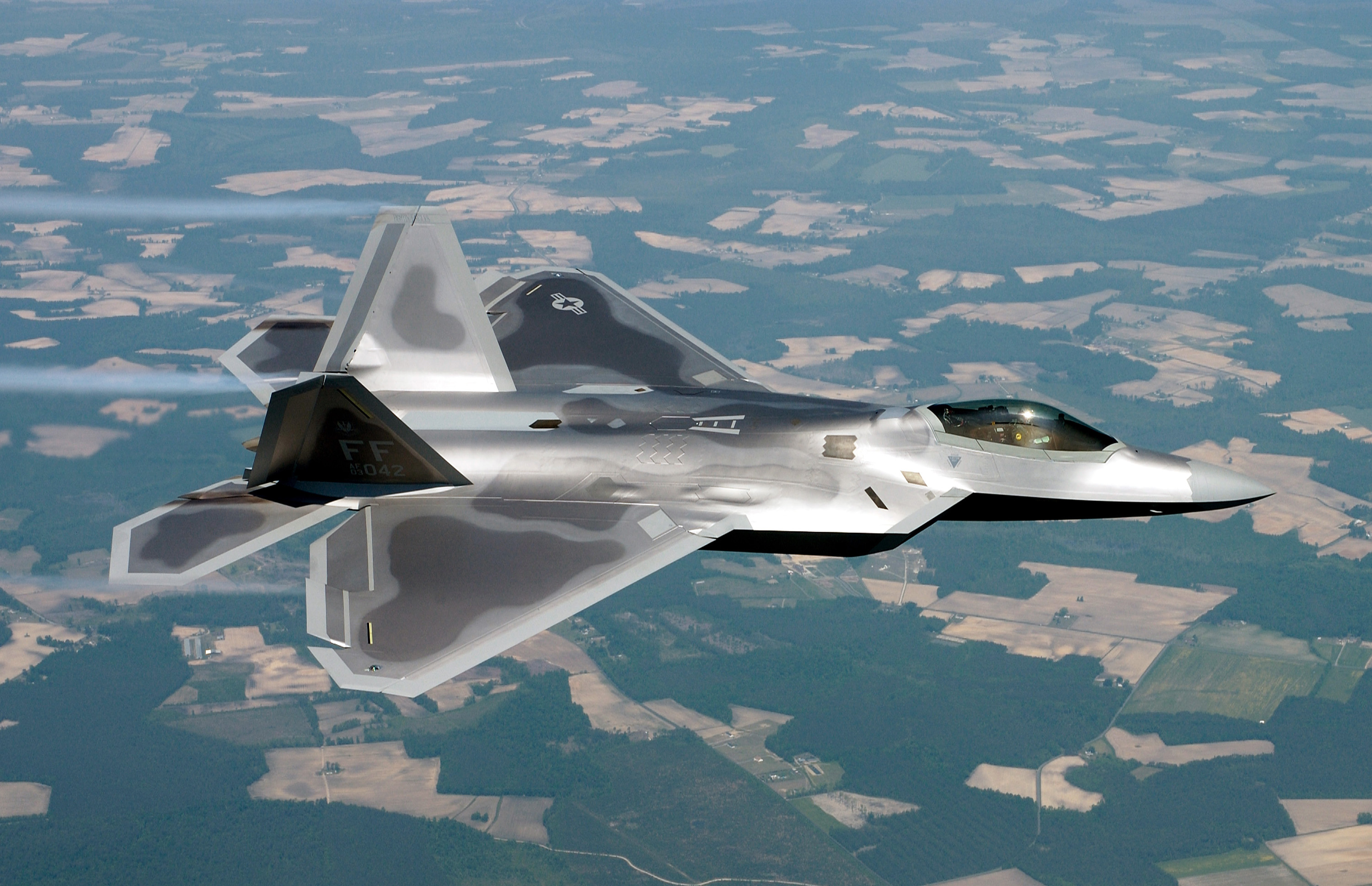
Lockheed Martin F-22 Raptor

La cinquena generació va començar amb el Lockheed Martin/Boeing F-22 Raptor el 2005. Actualment el patró de disseny dels caces de cinquena generació es caracteritza pel fet que, des del començament, estan dissenyats per operar en un escenari de combat centrat en la xarxa, i per presentar, a un nivell extremadament baix en tots els aspectes, signatures multi-espectrals que empren materials avançats i tècniques de camuflatge. Tenen radars multifunció AESA amb alt amplada de banda, baixa probabilitat d'intercepció (LPI) i capacitats de transmissió de dades. Els sensors infrarojos de recerca i rastreig, incorporats per a combat aire-aire així com per al llançament d'armes d'aire-superfície en els caces de la generació 4 i mig, ara estan fusionats amb altres sensors, com els infrarojos IRST o SAIRST, per millorar la consciència situacional, que constantment segueixen tots els objectius d'interès al voltant de l'aeronau. Així el pilot no necessita endevinar quan mirar. Aquests sensors, junt amb aviòniques avançades, cabina de pilotatge, transmissió de visió al casc del pilot, (actualment no disponible a l'F-22), i la millorada seguretat en els enllaços de dades, resistents a les interferències, estan altament integrats per proporcionar una multiplataforma, un multisensor de fusió de dades per a la consciència situacional, ara àmpliament millorada, la qual cosa alleuja la càrrega de treball del pilot. Els equips d'aviònica confien en ús extens de la tecnologia VHSIC, mòduls comuns, i busos de dades d'alta velocitat. Sobretot, la integració de tots aquests elements s'afirma que dona als caces de cinquena generació "el primer cop d'ull, el primer tret, la primera mort".
El radar d'AESA ofereix capacitats úniques per a caces i s'està convertint ràpidament en una condictio sine qua non per al disseny d'aeronaus de la generació 4,5, així com en l'actualització d'alguns models d'aeronaus de quarta generació. A més a més, la seva alta resistència a les funcions ECM i LPI, permeten al caça funcionar com una mena de "miniAWACS", i el proveeixen d'un alt guany en mesures d'informació electrònica (ESM) i Guerra electrònica (EW).
Unes altres tecnologies comunes a aquesta última generació de caces són la tecnologia d'un sistema de guerra electrònica integrat (INEWS), comunicacions integrades, navegació i identificació (CNI) tecnologia d'aviònica, sistema centralitzat de "control de salut del vehicle" per facilitar el manteniment, transmissió de dades per fibra òptica i, fins i tot, capacitats al voltant de la tecnologia furtiva.

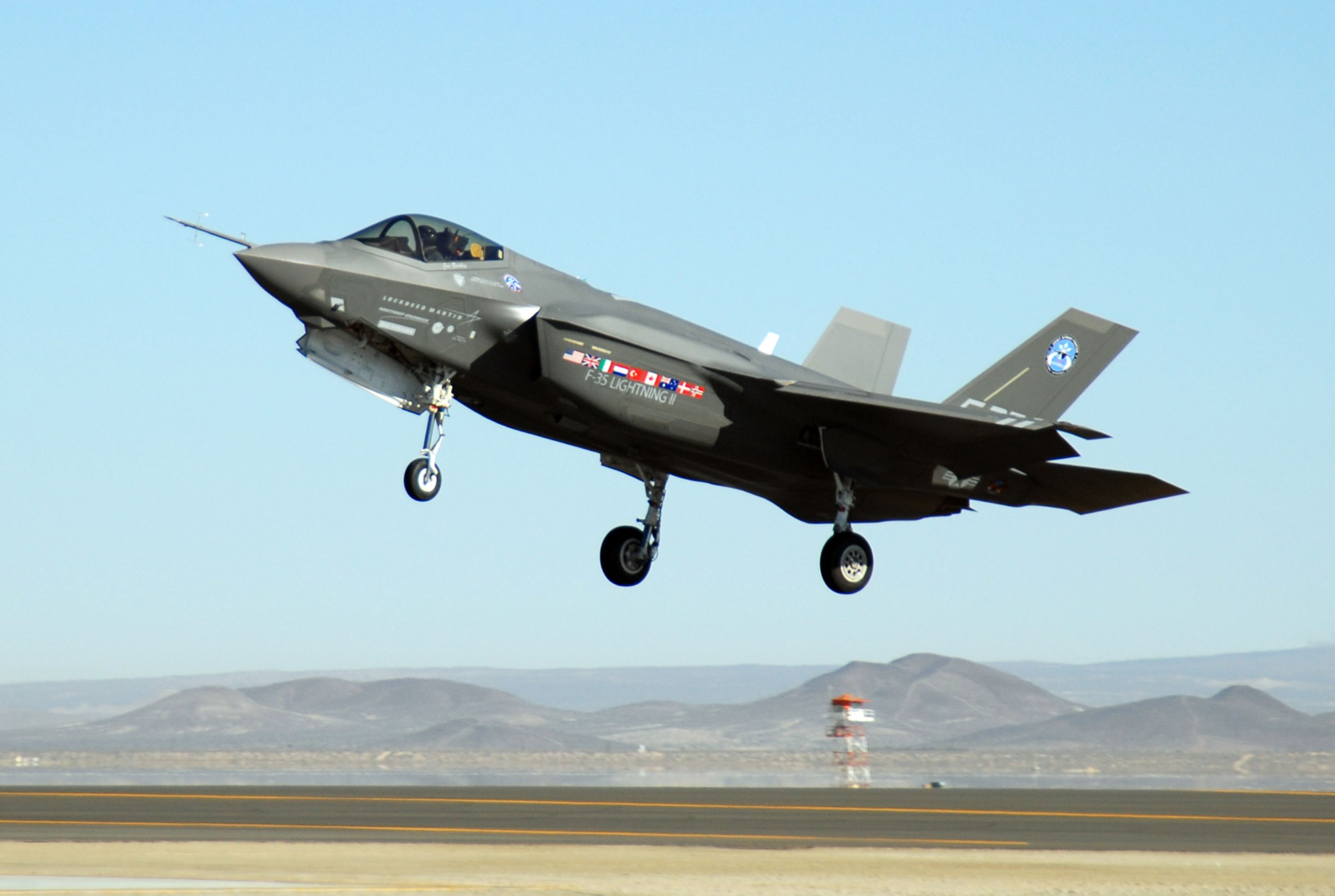
Lockheed Martin F-35 Lightning II

El rendiment de maniobra roman important i és realçat per l'empenta vectorial, que també ajuda a reduir distàncies d'enlairament i aterratge. La capacitat de súper-creuer, que pot estar disponible o no, permet el vol a velocitats supersòniques sense l'ús del postcremador - un mecanisme que augmenta significativament la signatura d'IR quan s'utilitzat a plena potència militar.
Un atribut clau dels caces de cinquena generació és la seva capacitat d'actuar de manera molt sigil·losa, sense ser detectats. Es té gran cura quant al disseny de la seva estructura externa i interna per minimitzar la seva possible detecció pels radars; a més, per mantenir la seva signatura de VLO durant operacions de combat, les armes principals es transporten en compartiments interns, que només s'obren breument per permetre el llançament de l'arma. La tecnologia de camuflatge ha avançat fins al punt on es pot emprar sense que es perdi rendiment aerodinàmic, en contrast als esforços de furtivitat previs. També s'ha parat atenció a la reducció de les signatures d'IR, especialment en l'F-22. La informació detallada en aquestes tècniques de reducció de detectabilitat de radar és classificada, però en general inclou formes especials, materials plàstics termoestables i resines termoplàstiques, l'ús estructural extens de compostos avançats, sensors conformes, capes resistents a la calor, reixetes metàl·liques poc visibles per cobrir els conductes d'admissió i ventilació, plaques que absorbeixen la calor dels tubs d'escapament (vistos l'Northrop YF-23), i cobrint àrees de metall internes i externes amb materials i pintura que absorbeixin les ones de radar.
La despesa de desenvolupar una aeronau tan sofisticada és tan alta com les seves capacitats. La força aèria dels Estats Units tenia planejat, originalment, adquirir 650 F-22, però ara sembla que se'n construiran només 187 unitats. Com a resultat, el seu cost per unitat (FAC) es declara que està al voltant dels 140 milions de dòlars estatunidencs. Per alleugerir aquesta càrrega dels costos de desenvolupament i repartir els riscos, el programa de caça d'atac conjunt ha afegit altres vuit països al programa. En total, les nou nacions associades preveuen aconseguir sobre 3000 caces Lockheed Martin F-35 Lightning II, amb un cost mitjà estimat de 80-85 milions de dòlars. L'F-35, tanmateix, està dissenyat per ser una família de tres aeronaus: un caça d'enlairament i aterratge convencional (CTOL), un caça d'enlairament curt i aterratge vertical (STOVL) i un caça d'enlairament assistit per catapulta però recobrament per detenció (CATOBAR), cadascun dels quals té un preu unitari diferent i especificacions una mica variables en termes de capacitat de combustible (i per això, en abast), mida i càrrega útil.
Altres països han iniciat projectes de desenvolupament de caces de cinquena generació, com el Sukhoi PAK FA de Rússia previst per entrar en servei pels volts del 2012-2015. L'octubre de 2007, Rússia i l'Índia signaven un acord per a la participació conjunta en un Programa d'Aeronau de caça de Cinquena Generació (FGFA), que donarà la responsabilitat a l'Índia del desenvolupament d'un model de dos seients del PAK-FA. L'Índia també està desenvolupant la seva pròpia aeronau de cinquena generació, anomenada Avió Mitjà de Combat. S'afirma que la Xina està seguint múltiples projectes de cinquena generació, que a Occident són coneguts amb el nom en clau J-XX, mentre que el Japó està explorant la seva viabilitat tècnica per produir caces de cinquena generació.